# Résumé du roman Les Misérables
Cette page est une annexe de l'article « Les Misérables ».
Le résumé du roman Les Misérables qui suit s'inspire en particulier de ceux figurant dans la Revue contemporaine et dans  la Revue universelle ; un plan détaillé des 369 chapitres figure sur Wikisource ; plus encore que ceux des livres, leurs titres sont souvent allusifs et ne permettent guère de deviner leur contenu.

## Première partie:Fantine

### Livre 1:Un juste

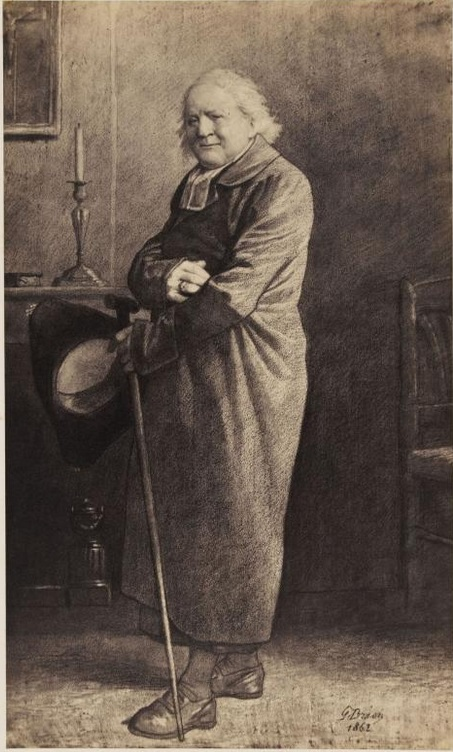
Monseigneur Bienvenu Myriel.
Illustration de Gustave Brion.

Le premier livre s'ouvre sur le long portrait de Monseigneur Charles-Francois-Bienvenu Myriel, évêque de Digne, où, malgré son rang, il vit très modestement en compagnie de sa sœur, Baptistine, et d'une servante, Mme Magloire. Ce religieux est un juste qui se contente du strict nécessaire pour distribuer le reste de ses économies aux pauvres. Pénétré de charité chrétienne, il laisse sa porte grande ouverte et fraternise avec ceux que la société rejette, tel le conventionnel G., « coupable » d'avoir voté la mort du roi.

### Livre 2:La chute

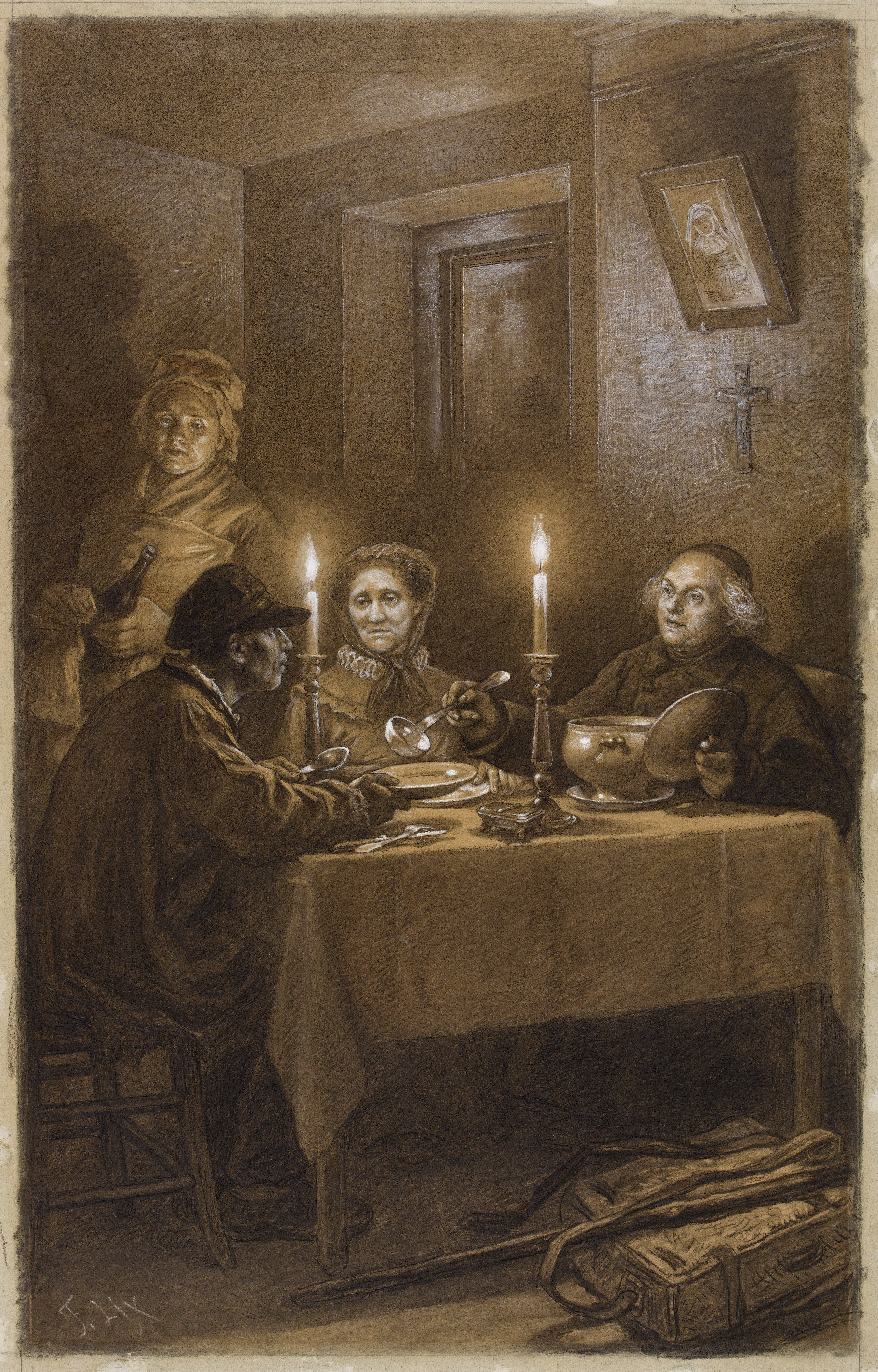
Jean Valjean et Mgr Myriel.
Illustration de Frédéric Lix, vers 1879-1880.

En 1815, Jean Valjean est libéré du bagne de Toulon après y avoir purgé une peine de dix-neuf ans : victime d'un destin tragique, initialement condamné à cinq ans de bagne pour avoir volé un pain afin de nourrir sa famille, il voit sa peine prolongée à la suite de plusieurs tentatives d'évasion. En liberté, son passé de forçat l'accable : ainsi, dans chaque ville qu'il traverse, contraint à faire connaître à la mairie son statut d'ancien bagnard qu'un passeport jaune matérialise, il est universellement rejeté et seul monseigneur Myriel l'accueille pour le gîte et le couvert. Jean Valjean, épris de haine, frappé d'injustice, et peu conscient de ses actes, vole l'argenterie de l'évêque et s'enfuit par la fenêtre. Lorsqu'il est arrêté et ramené par les gendarmes chez l'évêque, celui-ci lui pardonne et déclare lui avoir offert son argenterie, le sauvant ainsi de la condamnation pour récidive. Il engage Valjean à accepter deux chandeliers supplémentaires contre la vertu et l'intégrité de sa conduite future.
Perdu dans ses pensées, Valjean vole, sans en avoir vraiment l'intention, une pièce de 40 sous à un ramoneur savoyard d'une dizaine d'années nommé Petit-Gervais. Le jeune Savoyard fait tomber la pièce qui finit sous le pied de Valjean, celui-ci ne s'en aperçoit pas et chasse l'enfant qui lui demande plusieurs fois de la lui rendre. Lorsque Valjean voit la pièce, il essaie, mais en vain, de retrouver l'enfant pour lui restituer son argent.
Le vol est rapporté aux autorités, Valjean est désormais récidiviste, recherché par la police, encourant la prison à vie. Il doit donc cacher son identité. Ce sera sa dernière faiblesse, car il passe définitivement du côté du bien.

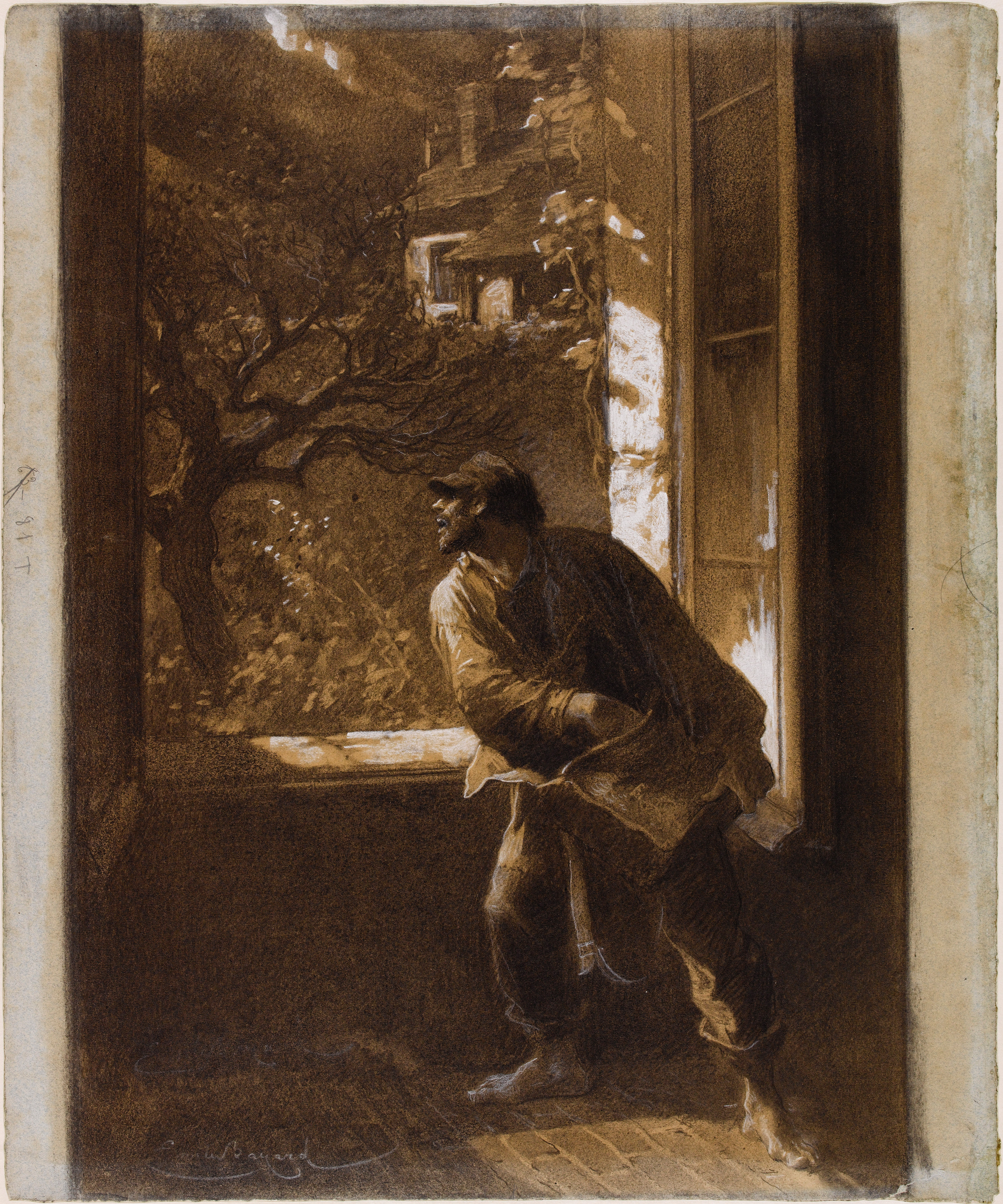
Réveillé en pleine nuit, Jean Valjean envisage de fuir par la fenêtre une fois l'argenterie volée, tout en cherchant sa barre de fer aiguisée dans son havre-sac. Illustration d'Émile Bayard.
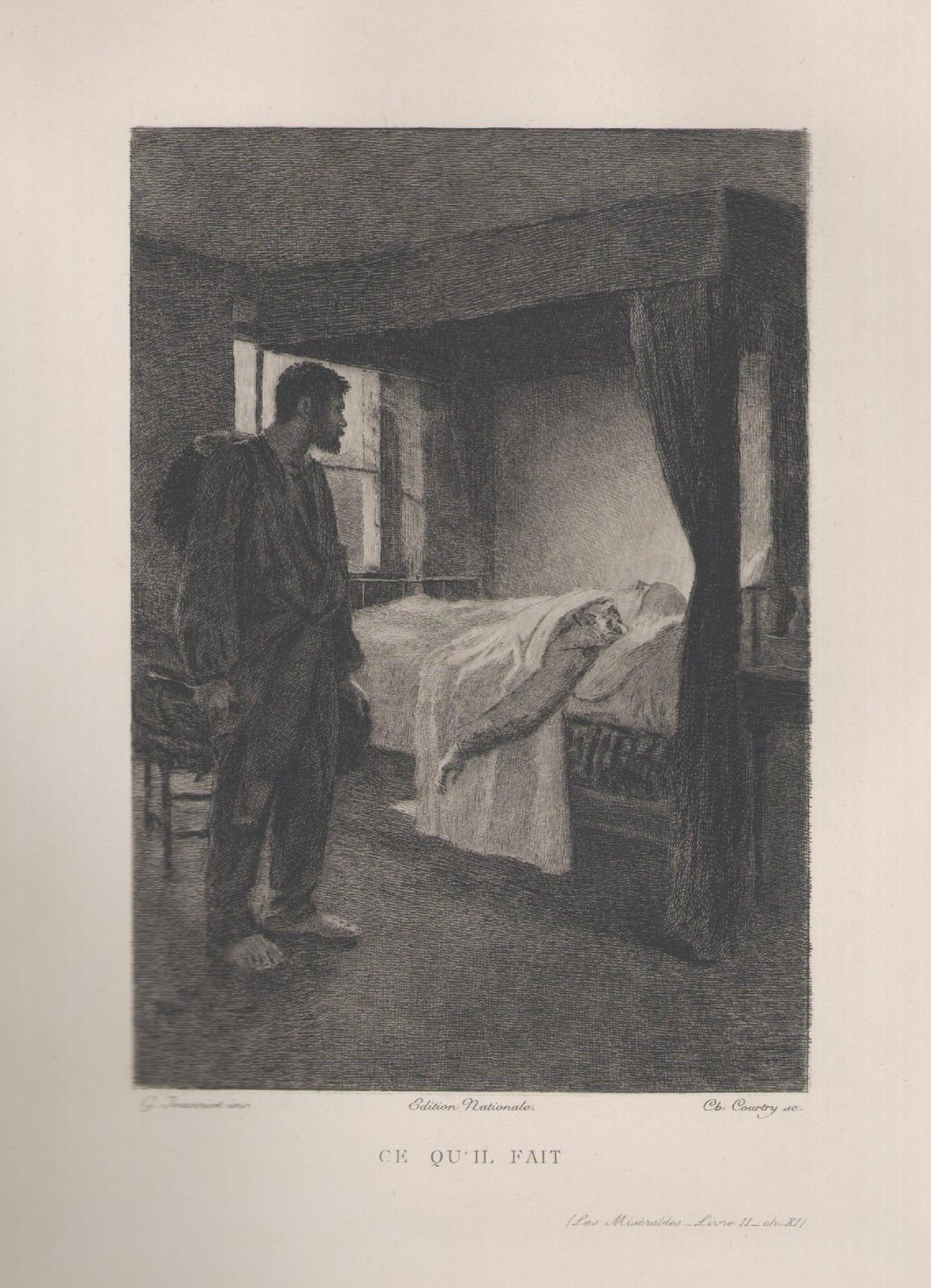
Son chandelier de mineur à la main, Jean Valjean se trouble devant l'expression sereine de l'évêque Myriel endormi. Gravure de Charles Courtry d'après Jeanniot.
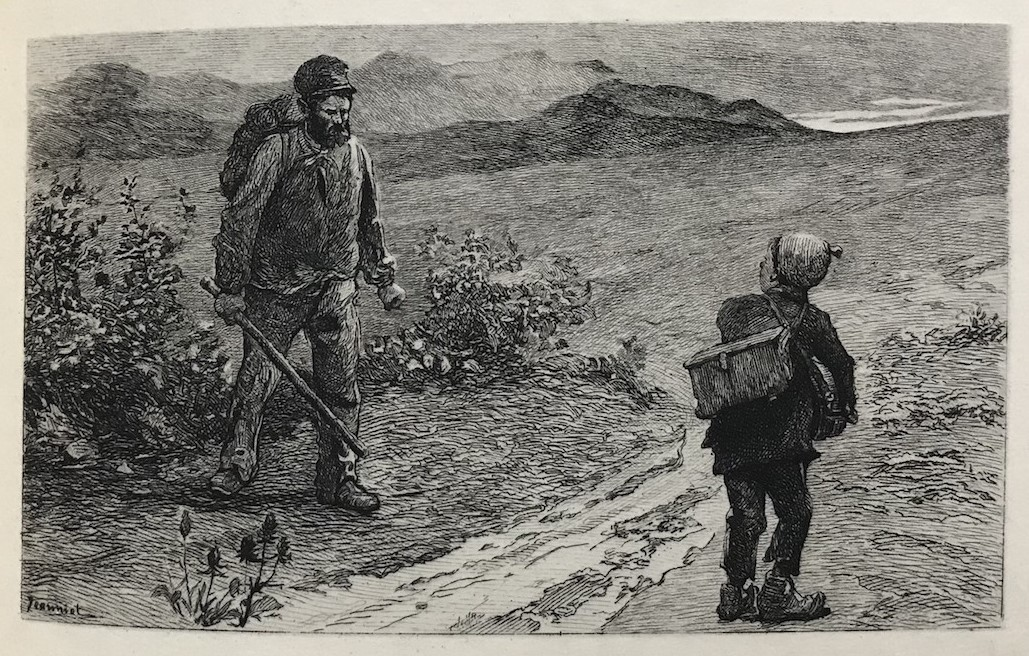
Jean Valjean et le jeune ramoneur Petit-Gervais. Illustration de Jeanniot.

### Livre 3:En l'année 1817
Ce livre commence par une description de la vie parisienne en 1817 avec ses mondanités, ses célébrités éphémères, ses hésitations politiques.

C'est également l'occasion de présenter Fantine et ses amours de grisette, de même que ses trois amies ainsi que leurs amants. Les trois jeunes filles réclamant depuis quelque temps une surprise à leurs amants, Tholomyès, l'amant de Fantine décide d'organiser cette surprise. Le groupe passe donc une journée dans la campagne près de Paris et finit la journée chez Bombarda, un restaurateur près des Champs-Elysées. Durant le repas, Favourite, l'une des quatre jeunes filles réclama la surprise, alors:
Chacun déposa gravement un baiser sur le front de sa maîtresse ; puis ils se dirigèrent vers la porte tous les quatre à la file, en mettant leur doigt sur la bouche.
Au bout d'une heure d'attente, quand les jeunes filles commencent à s'impatienter, le garçon serveur de leur table leur apporta une lettre contenant la surprise. La surprise, c'était la rupture de cette relation. Le livre s'achève par ce coup de théâtre: les quatre jeunes gens mettent brutalement fin à leurs relations et abandonnent les jeunes filles sans prévenir pour rentrer dans leurs familles prendre un métier et se marier. À la suite de la rupture, les quatre jeunes filles se séparent et oublient leur amants. Seule Fantine pleura Tholomyès car :
C’était, nous l’avons dit, son premier amour ; elle s’était donnée à ce Tholomyès comme à un mari, et la pauvre fille avait un enfant.

### Livre 4:Confier, c'est quelquefois livrer
Dix mois après avoir été abandonnée, Fantine est contrainte de quitter Paris et de retourner dans sa ville natale, Montreuil-sur-Mer. Elle passe par Montfermeil, où elle tombe par hasard sur la mère Thénardier qui surveille ses deux filles, Éponine et Azelma. Rassurée par les deux filles qui jouent, Fantine confie spontanément sa fille, la jeune Cosette, contre une petite pension, aux Thénardier, qui tiennent une gargote. Malheureusement, les Thénardier sont des gens avides et sans scrupules, qui comprennent rapidement l'intérêt financier que représente la fillette. Sitôt l'enfant chez eux, ils montrent leur véritable nature. Malgré son jeune âge, Cosette est maltraitée par toute la famille et rapidement contrainte aux travaux ménagers. Parallèlement, les Thénardier vendent le trousseau de la petite fille et l'habillent de haillons tout en réclamant régulièrement des augmentations du tarif de la pension à Fantine. Celle-ci, d'abord ponctuellement payée, commence à faire l'objet d'irrégularités, à mesure que Fantine s'enfonce dans la misère.

### Livre 5:La descente

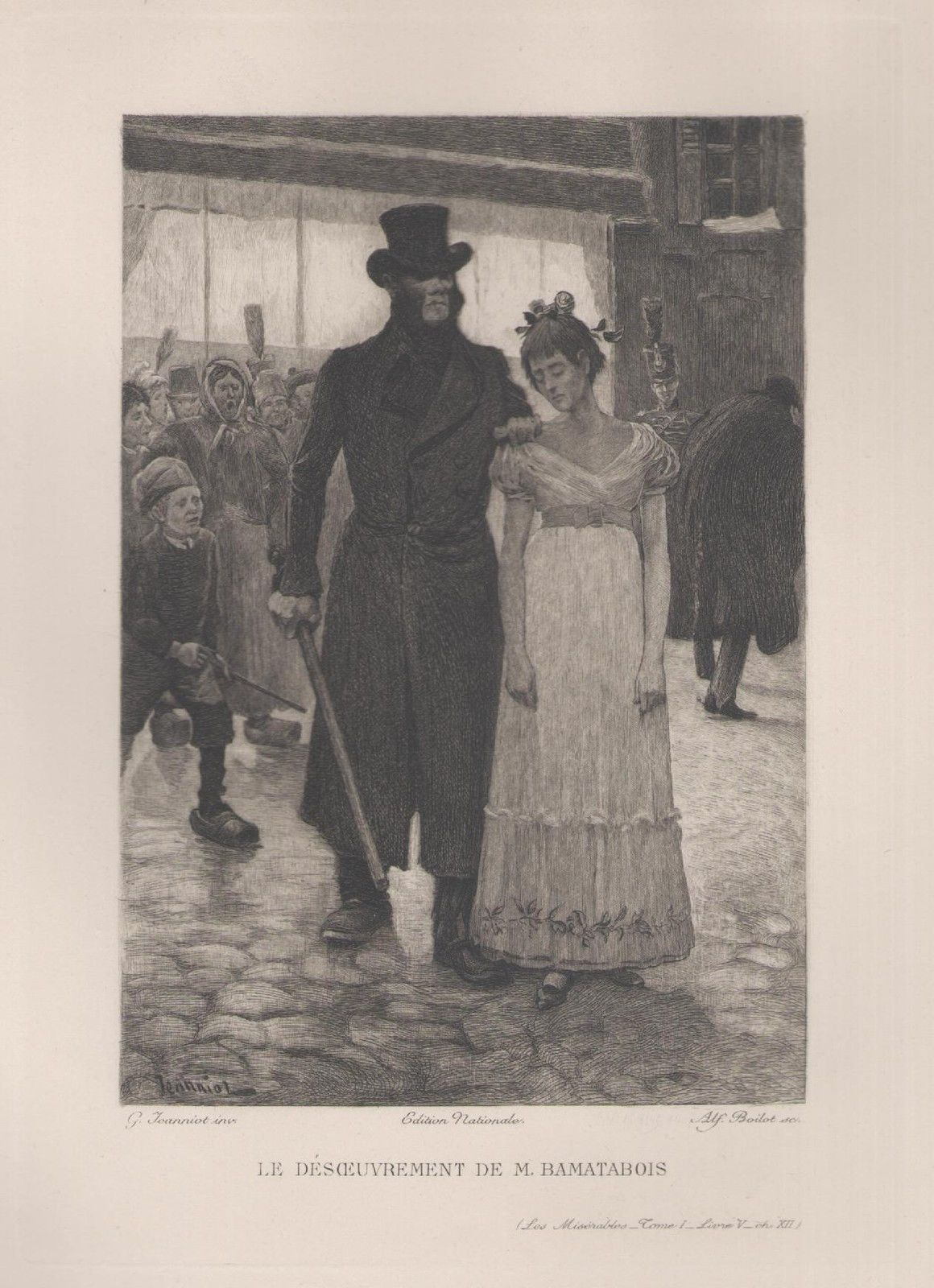
Javert arrête Fantine.
Illustration de Pierre Georges Jeanniot (1890).

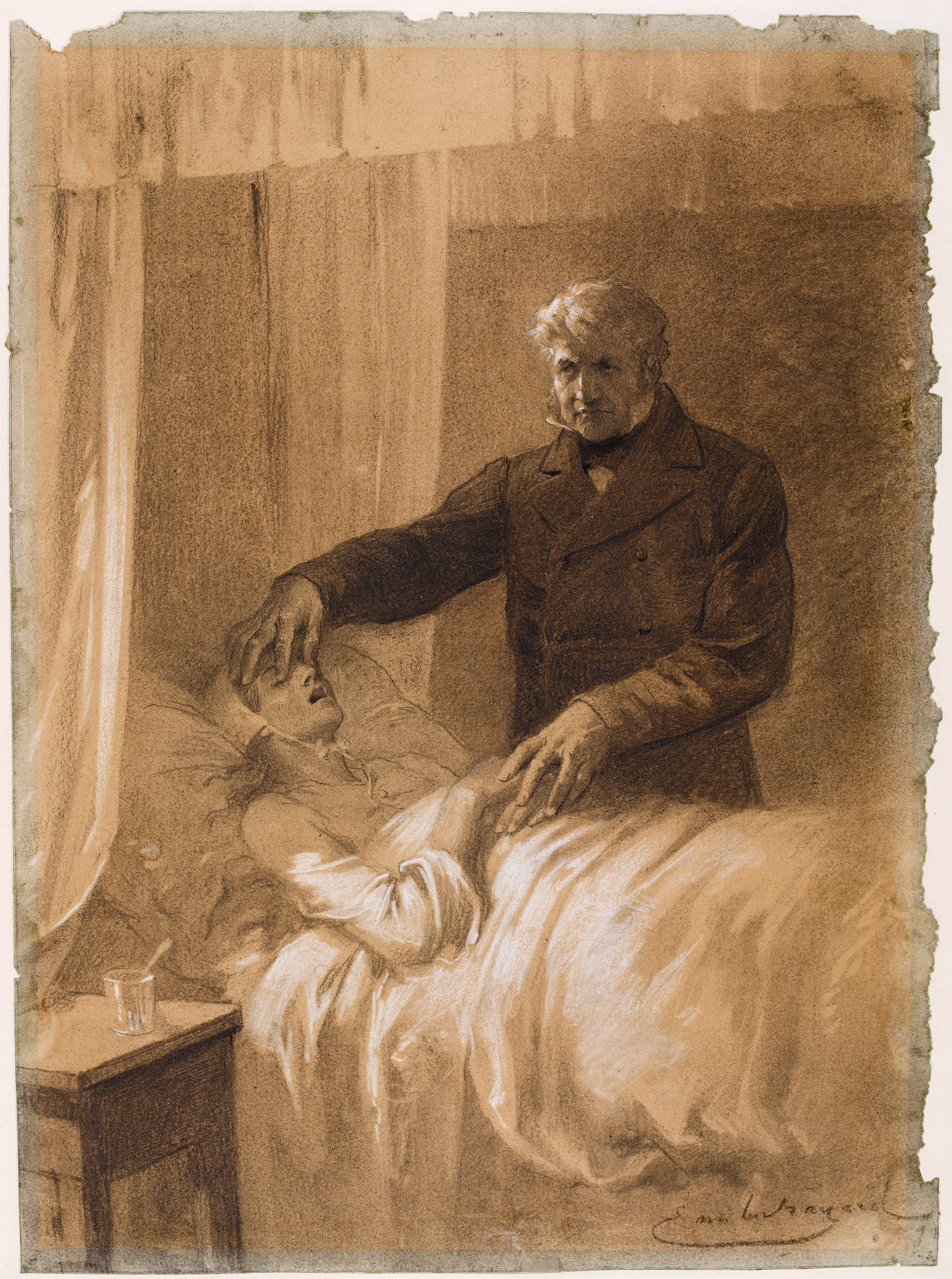
Jean Valjean ferme les yeux de Fantine.
Illustration d'Émile Bayard (1862).

Jean Valjean reparaît à l'autre bout de la France, sous le nom de M. Madeleine et opère sa complète rédemption : enrichi honnêtement en améliorant la fabrication dans l’industrie des verroteries noires, il devient le bienfaiteur de la ville de Montreuil-sur-Mer, dont il sera nommé maire ; tous l’apprécient, à l’exception du policier Javert, qui pense l’avoir reconnu (il a sauvé un nommé Fauchelevent en soulevant sur son dos la charrette qui l'écrasait, tour de force qui, selon Javert, n'aurait été possible qu'au bagnard Jean Valjean) et qui n’aura désormais pour seul but que de le renvoyer au bagne, le poursuivant tout au long du roman.
En regard de l'ascension de Jean Valjean, son rachat pourrait-on dire (« je vous achète votre âme » lui avait dit l'évêque), on assiste à la chute de Fantine, fille-mère qui, pour nourrir Cosette, ira de déchéance en déchéance, jusqu'à la prostitution et la mort. Fantine habite à Montreuil-sur-Mer, et travaille à la fabrique de M. Madeleine, mais celui-ci ignore tout de son calvaire, jusqu'à une altercation à la suite de laquelle elle est menacée d'emprisonnement par Javert ; l’apprenant, et au grand mécontentement de celui-ci, il la fait libérer et semble devoir la tirer de sa déchéance.

### Livre 6:Javert
On fait davantage connaissance dans ce livre avec ce policier incarnant la justice implacable et rigide, qui a mis toute son énergie au service de la loi, et qui, ayant été détrompé par les autorités à qui il avait dénoncé le maire comme étant Jean Valjean, demande à M. Madeleine de le destituer.

### Livre 7:L’affaire Champmathieu
Au terme d'une longue nuit d'hésitation (décrite dans le célèbre chapitre intitulé Une tempête sous un crâne), M. Madeleine va se dénoncer pour éviter à un pauvre diable, un simple d'esprit nommé Champmathieu, reconnu à tort comme étant Jean Valjean, d'être condamné à sa place.

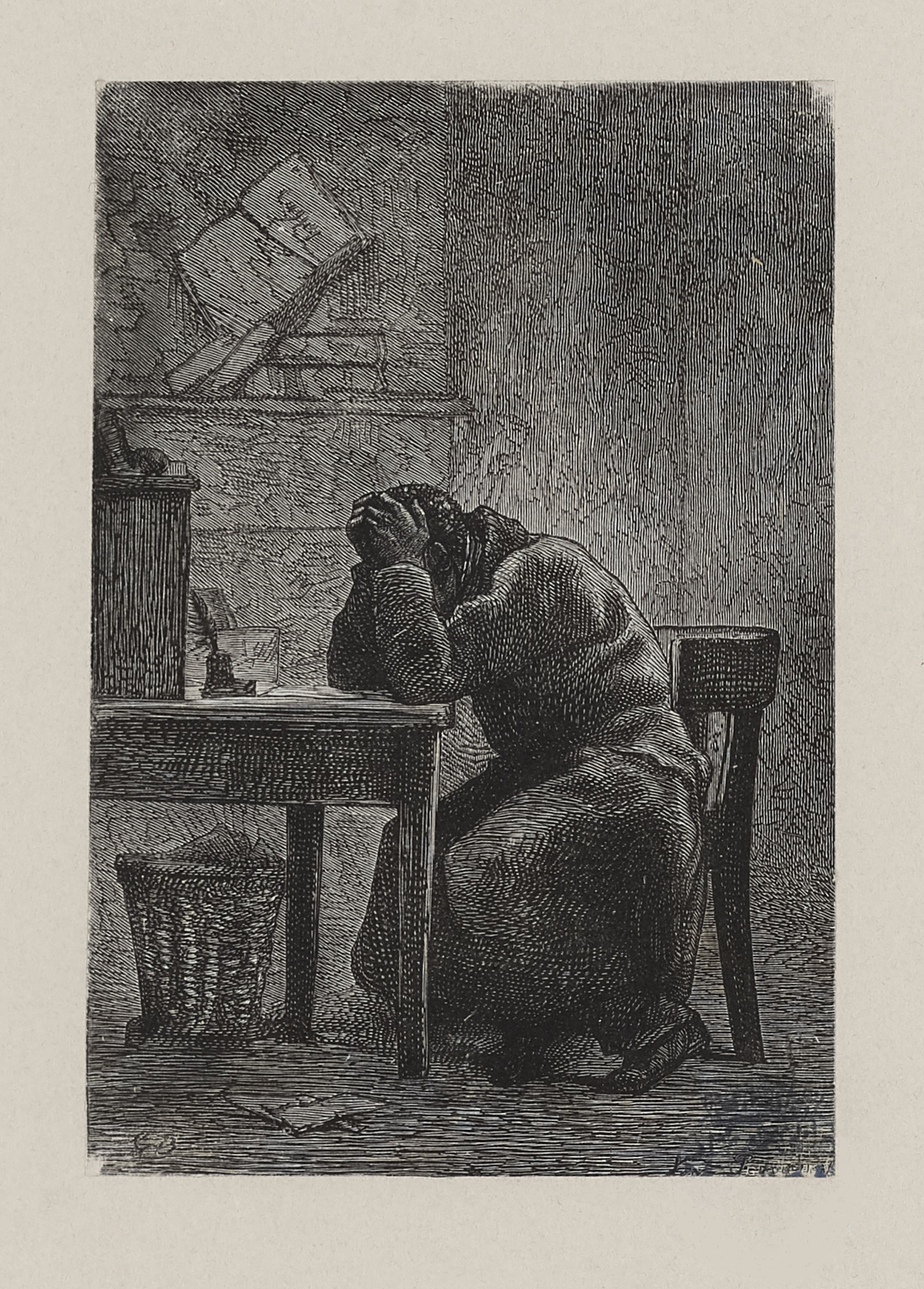
Une tempête sous un crâne. Gravure d'Edmond Yon d'après Gustave Brion.
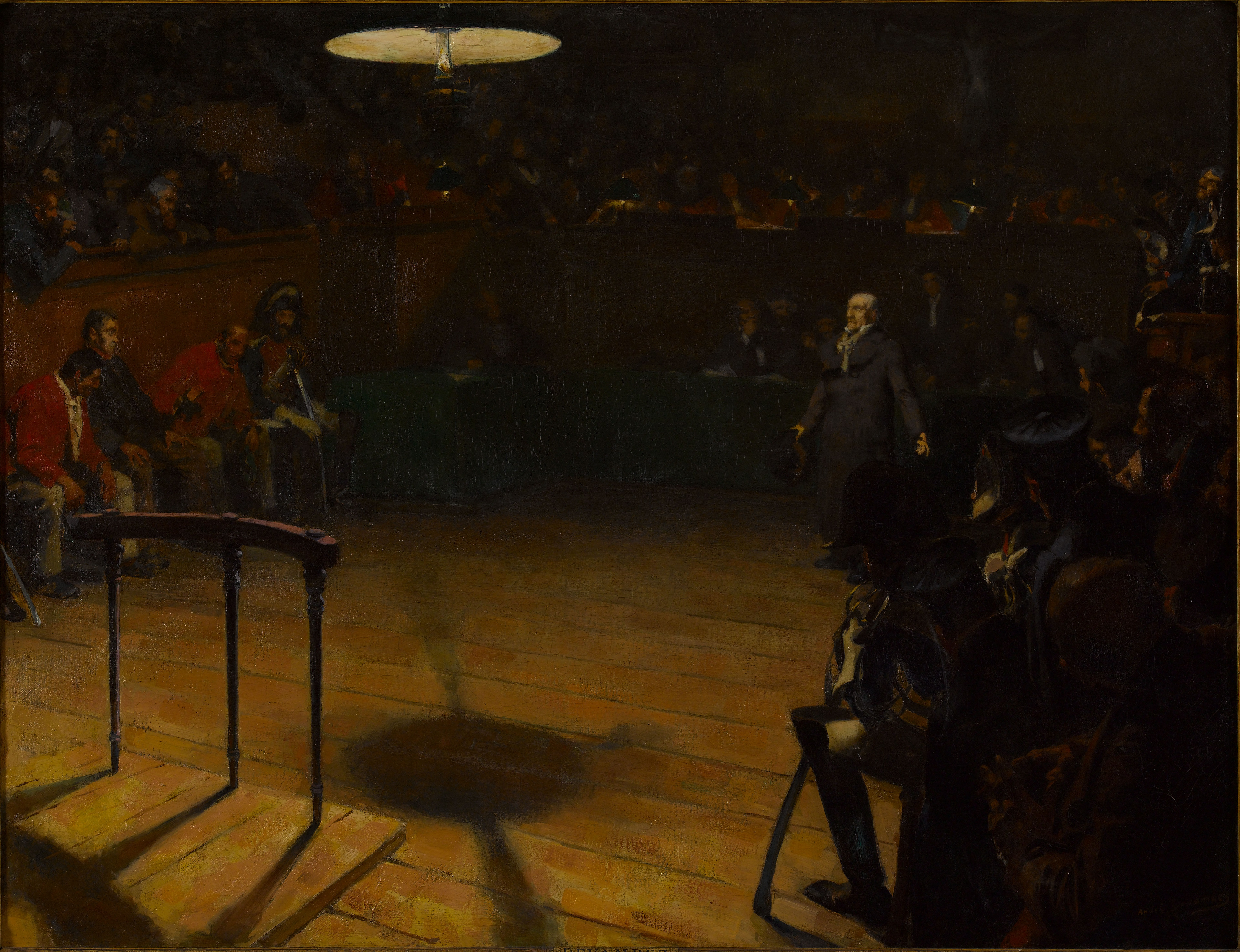
Jean Valjean se dénonce devant la cour d'assises d'Arras. Toile d'André Devambez.

### Livre 8:Contre-coup
L’ordre reprend ses droits et Javert triomphe ; tous les bienfaits qu'aurait pu apporter M. Madeleine ne pourraient compenser la seule injustice faite à Champmathieu. Jean Valjean échappe cependant quelques jours à la justice et prépare son passage à la clandestinité pour respecter une dernière promesse faite à Fantine qu'il a assistée à l'heure de sa mort : sauver Cosette, pensionnaire asservie et malheureuse des Thénardier. 

## Deuxième partie:Cosette

### Livre 1:Waterloo

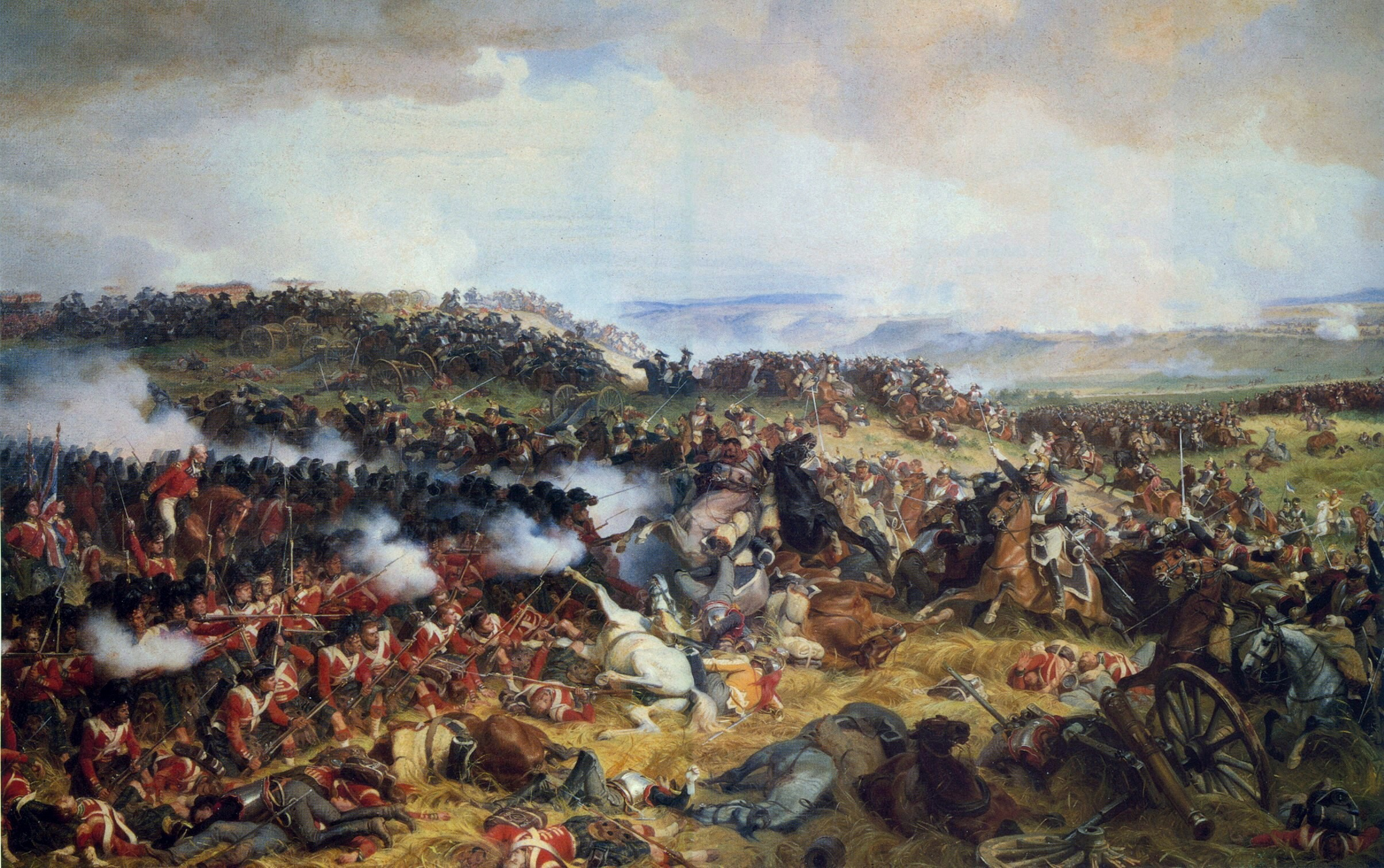
Charge des cuirassiers français à Waterloo.
Toile de Félix Philippoteaux, 1874.

Victor Hugo aborde la seconde partie des Misérables par la bataille de Waterloo qui s'est déroulée quelques mois avant la sortie du bagne de Jean Valjean et deux ans avant l'abandon de Fantine par son amant. Le lien avec l'action principale est en fait assez mince : pendant la charge de la Haie-Sainte, un officier des cuirassiers français est laissé pour mort, enseveli dans une pile de cadavres ; Hugo rappelle incidemment que par crainte du typhus, beaucoup de corps ont été ensevelis à la hâte, certains encore vivants. L'officier est sauvé fortuitement par un maraudeur qui n'est autre que Thénardier et qui le déterre pour le dépouiller. Cet épisode donne lieu à un récit de 130 pages, mi-historique, mi-légendaire, où Hugo exprime son admiration teintée de désolation devant le souvenir de Napoléon Ier.

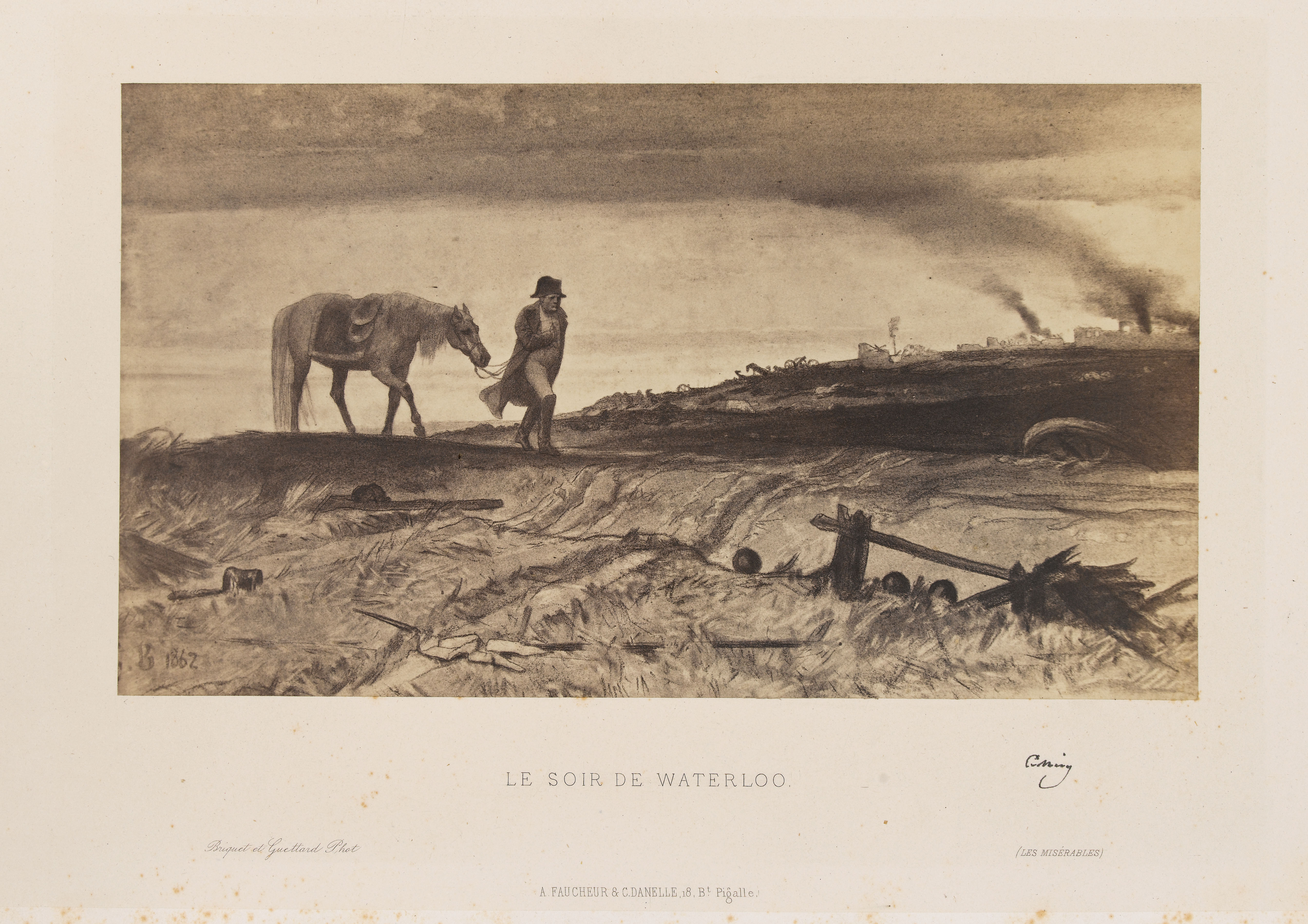
Le soir de Waterloo.
Illustration de Gustave Brion.

Depuis longtemps, Victor Hugo est hanté par cette bataille. Dès 1815, jeune écolier élevé par sa mère dans un milieu très royaliste, il écrit des vers maladroits pour célébrer la défaite du « Corse » et l'exécution du « maréchal perfide » Ney qui avait abandonné la cause des Bourbon pendant les Cent-Jours. Bien que ses choix politiques et son attitude envers Napoléon aient beaucoup évolué par la suite, devenu très républicain, il se reconnaît encore dans ces vers de jeunesse :
Ta chute même, hélas, nous fit verser des pleurs.

Champs de Waterloo, bataille mémorable,

Jour à la fois pour nous heureux et déplorable.
Le souvenir de cette bataille tragique lui inspire en 1852 le poème « L'Expiation » du livre V des Châtiments. Il refuse à plusieurs reprises de se rendre sur les lieux ; c'est seulement en 1861 qu'il visite le champ de bataille et c'est là qu'il termine ce récit épique.
L'officier « sauvé » par Thénardier est le colonel Pontmercy, père de Marius. Ce bienfait involontaire alimentera par la suite une certaine vantardise de l'ex-maraudeur qui nommera son auberge Au sergent de Waterloo. Quand Marius aura connaissance du fait, des années plus tard, il développera une dette de reconnaissance envers le malfaiteur.

### Livre 2:Le vaisseau «L'Orion»
En 1823 Jean  Valjean, renvoyé au bagne de Toulon, profite d'un accident pour sauver un marin de la noyade et s'évader au passage.

### Livre 3:Accomplissement de la promesse faite à la morte

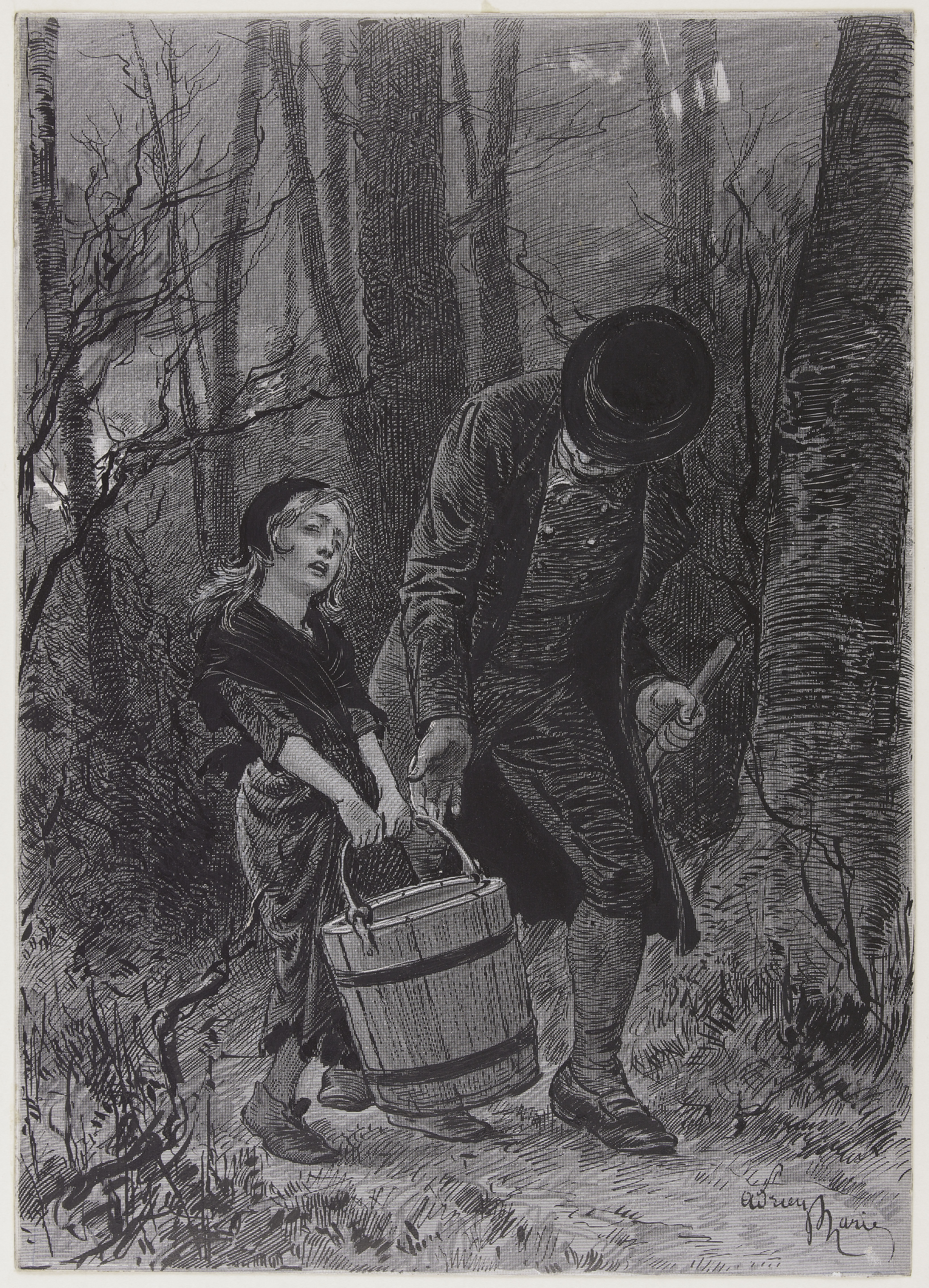
Jean Valjean saisit l'anse du seau de Cosette.
Illustration d'Adrien Marie (vers 1879-1881).

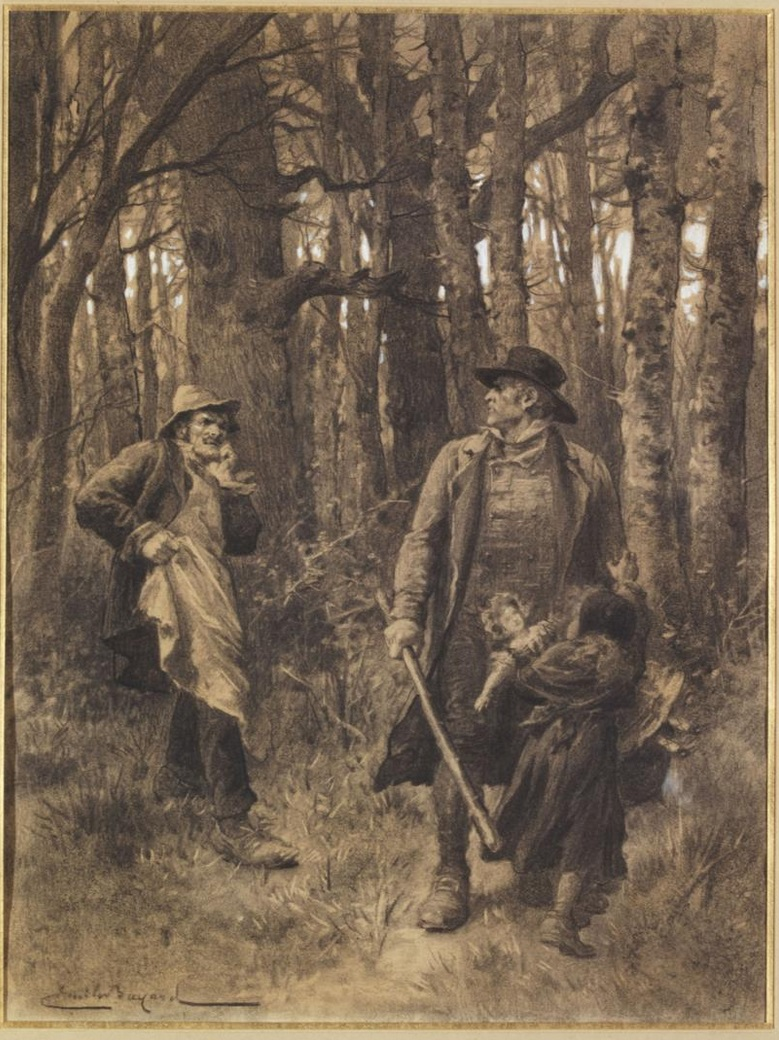
Jean Valjean soustrait Cosette à Thénardier.
Illustration d'Émile Bayard (vers 1879-1882).

Jean Valjean, qui a récupéré en cachette une partie de la fortune acquise comme M. Madeleine, voyage comme un pauvre piéton anonyme : il se présente à l'auberge des Thénardier à Montfermeil où la petite Cosette est traitée comme une esclave. Dans une scène particulièrement pathétique, il la secourt alors qu'elle est perdue en pleine nuit dans un bois désert, terrifiée et exténuée par le poids d'un lourd seau d'eau : Hugo se montre ici sensible à la question sociale du travail des enfants, largement pratiqué dans la France de la monarchie de Juillet.

« Le bois était ténébreux… De grands branchages s'y dressaient affreusement. Des buissons chétifs et difformes sifflaient dans les clairières […] Le poids du seau tendait et raidissait ses bras maigres. L'anse de fer achevait de raidir ses petites mains mouillées […] Cela se passait au fond d'un bois, la nuit, en hiver ; c'était une enfant de huit ans ; il n'y avait que Dieu en ce moment qui voyait cette chose triste […] Elle pensait qu'il lui faudrait plus d'une heure pour retourner à Montfermeil et que la Thénardier la battrait […] En ce moment, elle sentit que le seau ne pesait plus rien. Une main, qui lui parut énorme, venait de saisir l'anse. »

Jean Valjean attire involontairement l'attention en offrant à Cosette une poupée à trente francs (une forte somme) vue dans une vitrine, ce qui provoque l'envie des petites Thénardier et la rage silencieuse de leur mère ; mais Thénardier flaire la bonne affaire et ordonne à sa femme de se mettre « à plat ventre devant l'homme ». Quand Jean Valjean offre de racheter Cosette, Thénardier demande une somme qu'il croit considérable. Puis, Jean Valjean ayant payé sans discuter, Thénardier comprend qu'il aurait pu demander beaucoup plus et se lance à sa poursuite mais Jean Valjean l'intimide avec son bâton et l'aubergiste avide doit rentrer bredouille. L'effet dramatique, ici, joue aux dépens de l'anonymat recherché par l'évadé.

### Livre 4:La masure Gorbeau
Jean Valjean et Cosette s'installent à Paris dans un logement misérable, et y vivent quelques mois une vie simple et heureuse, mais où la générosité de Jean Valjean le fait remarquer ; repéré par Javert, il n'a que le temps de prendre la fuite.

### Livre 5:À chasse noire meute muette
La traque de Jean Valjean portant Cosette, par Javert et ses subordonnés est l'occasion pour Victor Hugo de détailler le plan du Paris de l'époque, antérieur aux grands travaux du Second Empire. Le quartier fantomatique du Petit-Picpus, largement imaginaire, s'inspire de celui de la rue Tournefort. Cependant, à la grande perplexité des traqueurs, la poursuite se termine dans une impasse déserte. La disparition de Jean Valjean, due à son talent de l'escalade, réussit grâce à une incroyable coïncidence : M. Madeleine retrouve derrière les murs du couvent du Petit-Picpus le charretier Fauchelevent dont il a sauvé la vie et qu'il avait fait placer là en tant que jardinier.

### Livre 6:Le Petit-Picpus

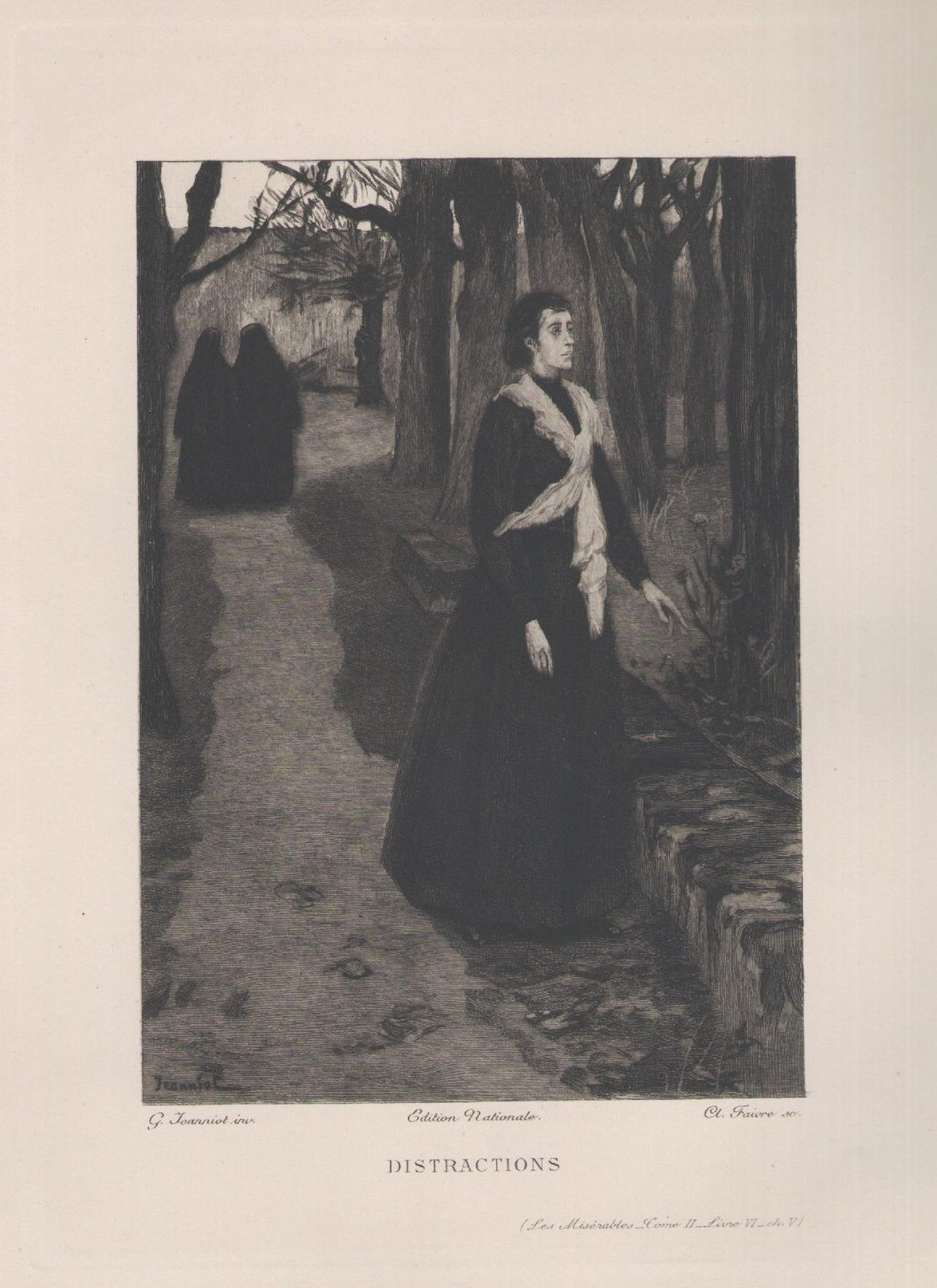
Le couvent du Petit-Picpus.
Illustration de Jeanniot, 1891.

Ce livre est consacré en entier à la description de la vie religieuse du Petit-Picpus, couvent soumis à la règle de l'Adoration perpétuelle, et  disparu vers 1840. Hugo reconstitue la vie recluse du couvent à travers les témoignages de deux amies, Léonie Biard-d'Aunet et Juliette Drouet. Le manuscrit d'une de ces « informatrices », retrouvé dans les papiers de l'auteur après sa mort, donne une description du couvent et de ses pensionnaires que Hugo, dans de nombreux passages, copie presque littéralement ou refond pour l'intégrer à son récit.
Il le situe avec une précision trompeuse : s'il y a bien un lieu-dit Picpus à Paris, il est assez loin des lieux décrits par Hugo qui se trouvent plutôt dans le quartier de la rue Lhomond et de la rue Tournefort, ancienne rue Neuve-Sainte-Geneviève, où avait vécu l'auteur
.
L'entrée furtive de Jean Valjean s'ouvre par une scène fantomatique dans le style du roman gothique : le fugitif ignore totalement où il est, il arrive en pleine nuit dans des bâtiments en partie en ruine et, après avoir déposé Cosette endormie dans une cabane, se dirige vers une salle faiblement éclairée où il entend des « chants célestes » qui le font tomber à genoux et voit une femme en pénitence, à plat ventre sur le carrelage. C'est Fauchelevent qui l'aperçoit et le reconnaît sur le champ : il lui propose une place d'aide-jardinier qui lui permettra de rester incognito dans le couvent, Cosette étant admise comme pensionnaire. Jean Valjean est présenté comme le frère du jardinier et prend donc son nom.
Après cette entrée romanesque, Hugo développe une longue description à la fois très exacte et méditative de la vie monastique. Il admire ces religieuses, « ces âmes humbles et augustes » dont il ne partage pas la croyance mais qui se sacrifient et vivent dans le renoncement pour expier les fautes commises par la société.

### Livre 7:Parenthèse
Élargissant encore son analyse, Victor Hugo consacre cette parenthèse au rôle général du couvent, de la prière et de la foi. Réquisitoire violent contre l'Église carcan, c'est aussi une apologie de la méditation et de la foi véritable. « Nous sommes pour la religion contre les religions », précise Victor Hugo.

### Livre 8:Les cimetières prennent ce qu'on leur donne
Reprenant enfin le fil du récit, ce livre expose comment Jean Valjean devient Ultime Fauchelevent, censé être le frère du jardinier venu l'aider dans ses tâches. Cependant, il lui faut ressortir du couvent pour pouvoir se présenter à la grande porte ; cela donne lieu à un épisode dramatique de fausse inhumation dans le cimetière de Saint-Sulpice à Vaugirard, qui manque de se terminer fort mal. Finalement, il est accepté, ainsi que Cosette, qui reçoit une éducation religieuse stricte.

## Troisième partie:Marius

### Livre 1:Paris étudié dans son atome
Après des réflexions générales sur l'enfance, et sur les gamins de Paris, ce livre fait une première présentation de Gavroche, le fils d'un dénommé Jondrette qui habite la masure Gorbeau ; y loge également Marius, dont les livres suivants vont expliquer l'histoire, et la présence en ce lieu.

### Livre 2:Le grand bourgeois

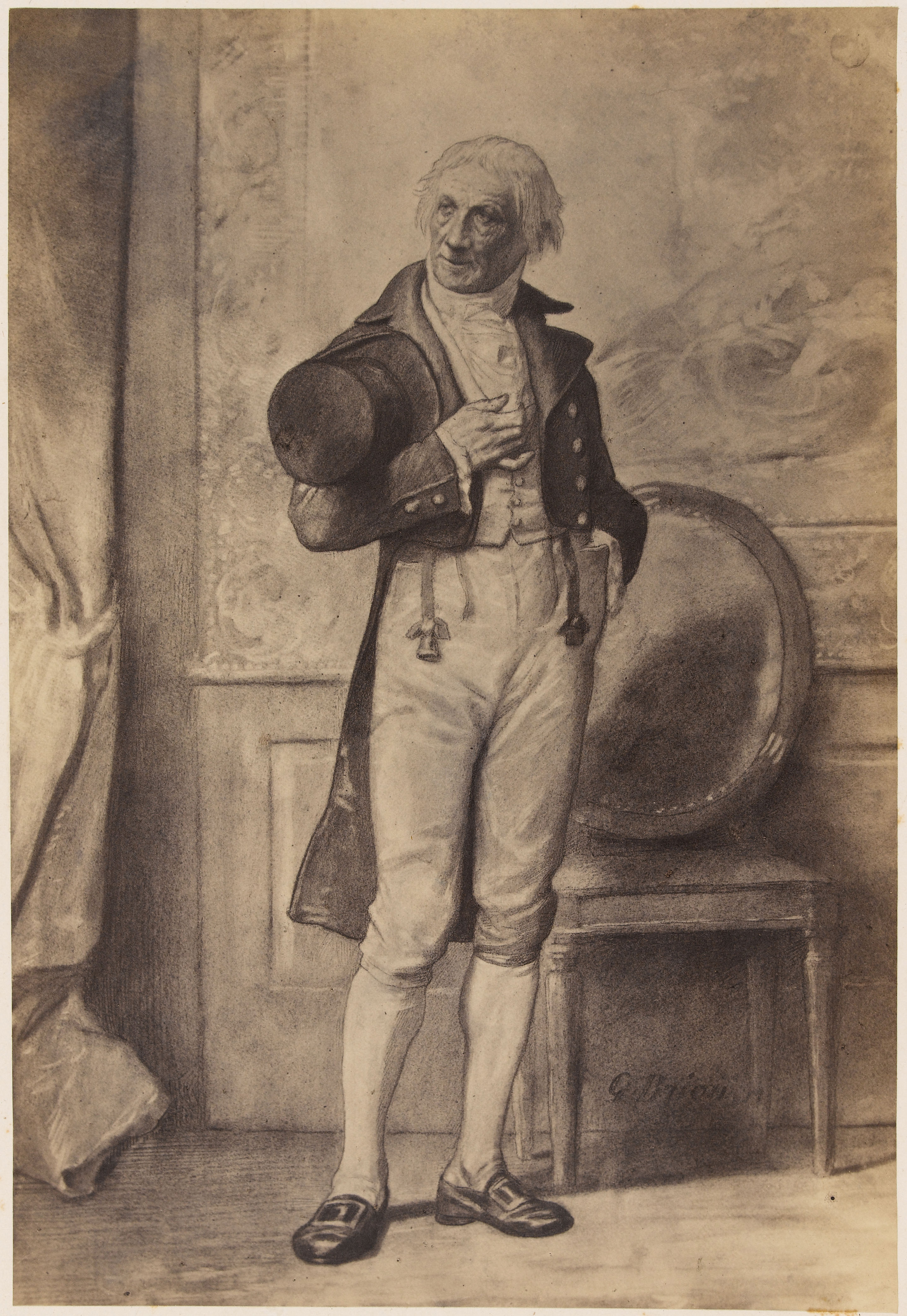
Monsieur Gillenormand
Illustration de Gustave Brion, 1862.

Ce livre présente le grand-père de Marius, M. Gillenormand, vieux royaliste plein de préjugés, et n'ayant jamais pardonné à son beau-fils, le colonel Pontmercy, ses faits d'armes au service de Napoléon.

### Livre 3:Le grand-père et le petit-fils
Hugo met dans son récit une large part d'autobiographie : élevé par sa mère dans une ambiance très royaliste et antibonapartiste, il « connaissait à peine son père », le général d'Empire Joseph Léopold Hugo qui s'était retiré du service en demi-solde après avoir commandé en 1815 la garnison de Thionville contre les Alliés.
On apprend dans ce livre que M. Gillenormand a refusé de fréquenter son beau-fils et a obtenu la garde de Marius, qu'il a élevé dans l'ignorance quasi-complète de l'existence de son père. Marius, d'abord honteux de ce paria, et arrivé trop tard sur son lit de mort, découvre presque par hasard la dévotion que ce père avait pour lui et les sacrifices qu'il a fait ; il se met à étudier l'Histoire, à réviser ses jugements sur la République et l'Empire, et il décide de retrouver Thénardier (dont il croira jusqu'au bout qu'il est ce « sergent de Waterloo » qui aurait sauvé le colonel Pontmercy). Une nouvelle coïncidence amène M. Gillenormand à découvrir le changement complet d'attitude de Marius, et révolté, il le chasse de sa maison comme il en avait interdit l'accès à son père.

### Livre 4:Les Amis de l'A B C

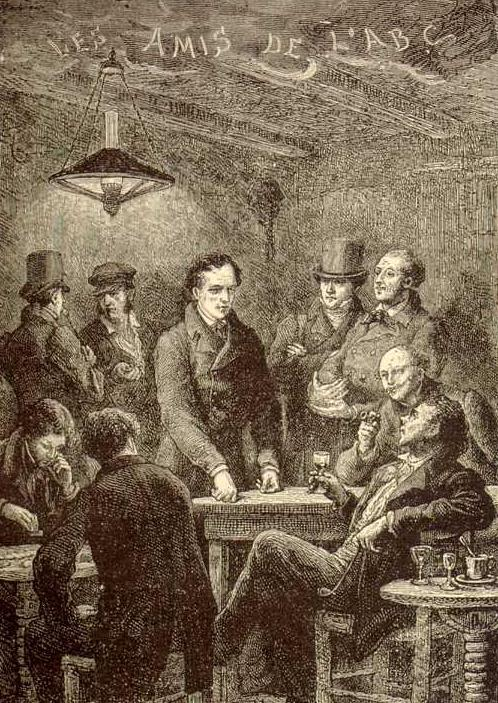
Enjolras avec ses amis de l'A B C
dans l'arrière-salle du café Musain
Illustration de Frédéric Lix.

La description de cette société (fictive) de républicains idéalistes et révolutionnaires, et de ses principaux membres, dont son chef Enjolras, occupe tout ce livre ; Marius, qui s'est lié d'amitié avec certains d'entre eux, se met à fréquenter le groupe, tout en n'osant pas aller aussi loin qu'eux dans leurs opinions. Il doit cependant les quitter, faute d'argent et refusant celui que son grand-père tente de lui faire parvenir.

### Livre 5:Excellence du malheur
Trois ans se sont écoulés (cette partie du roman se déroule entre 1830 et 1833). Plongé au début dans une misère noire, Marius est cependant parvenu à devenir avocat ; il habite la masure Gorbeau et y vivote à présent du peu que lui rapporte son travail de traducteur, tandis que son grand-père, qui continue à fulminer contre lui en toute occasion, est secrètement horriblement malheureux de leur rupture.

### Livre 6:La conjonction de deux étoiles

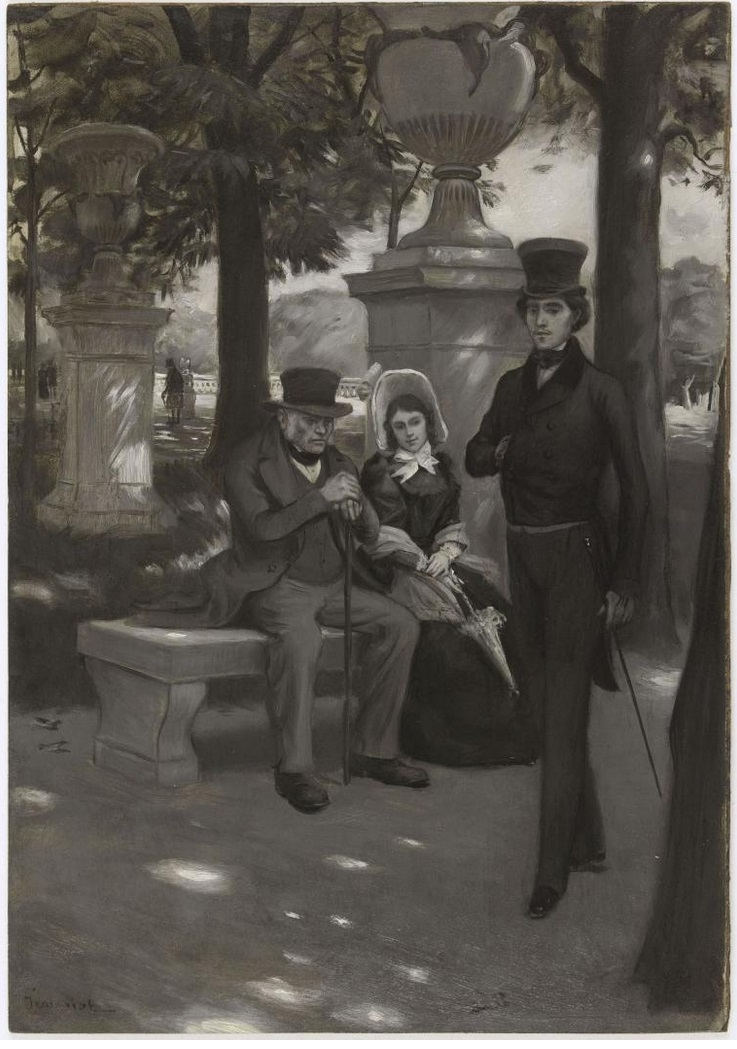
Jean Valjean, Cosette et Marius au jardin du Luxembourg.
Illustration de Pierre Georges Jeanniot, 1891.

Depuis plus d'un an, Marius croise dans le jardin du Luxembourg un vieillard et une toute jeune fille (qu'il appelle, faute de mieux, M. Leblanc et Mlle Lanoire) ; le lecteur a évidemment deviné qu'il s'agit de Jean Valjean et Cosette, sortis désormais du couvent et habitant Paris, mais leur histoire ne sera racontée que dans la quatrième partie (Livre 3 : La maison de la rue Plumet). Cosette est métamorphosée et Marius en tombe éperdument amoureux. Prenant par erreur le mouchoir de Jean Valjean (marqué aux initiales d'Ultime Fauchelevent), il en déduit qu'elle doit certainement se prénommer Ursule, et ne l'appellera plus qu'ainsi. Tentant d'en savoir plus long, et la suivant jusqu'à leur domicile, il ne réussit qu'à les en faire déménager au plus vite.

### Livre 7:Patron-Minette
Ce livre est une nouvelle longue digression sur les bas-fonds de la société, commençant par des généralités et concluant sur la bande de Patron-Minette, que Victor Hugo introduit ainsi : « Un quatuor de bandits, Claquesous, Gueulemer, Babet et Montparnasse, gouvernait de 1830 à 1835 le troisième dessous de Paris ».

### Livre 8:Le mauvais pauvre
Ce livre, le plus long du roman, noue de manière dramatique tous les fils de l'intrigue jusqu'ici dispersés ; Jondrette (le « mauvais pauvre ») s'y montre d'abord pratiquant diverses formes d'escroquerie, mais révèle sa vraie nature en attirant dans un guet-apens le riche M. Leblanc ; Éponine, tombée amoureuse de Marius, lui révèle les plans de son père (en particulier le fait que Jondrette a demandé à Patron-Minette de lui fournir des renforts), et Marius avertit Javert de se tenir prêt à arrêter la bande. M. Leblanc fait face à ces sept hommes, et alors que Marius va donner le signal, Jondrette se révèle comme ce Thénardier que Marius a tant cherché, et indique qu'il a reconnu Jean Valjean. Pris dans un dilemme, Marius hésite à intervenir, ce qui donne l'occasion à Hugo de montrer une nouvelle fois la force et le courage de Jean Valjean (admiratif, Claquesous, l'un des chefs de Patron-Minette, s'écrie : ( « C'est un vieux rude ») ; quand Javert procède enfin à l'arrestation de la bande, il ne peut que constater la disparition de la « victime », et s'exclamer :  « Diable ! ce devait être le meilleur ! ».

Guet-apens dans la masure Gorbeau
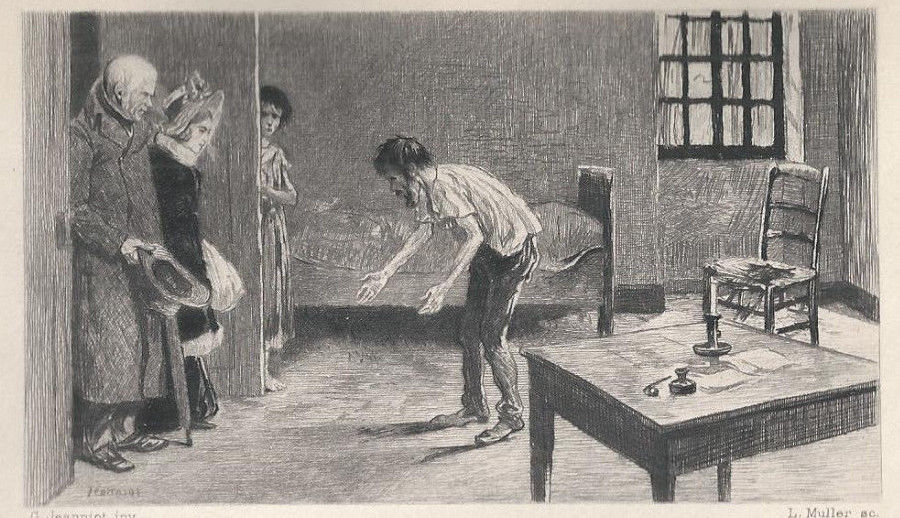
Visite de charité de M. Leblanc (Jean Valjean) et Cosette à la famille Jondrette (Thénardier et sa fille Éponine). Illustration de Pierre Georges Jeanniot.
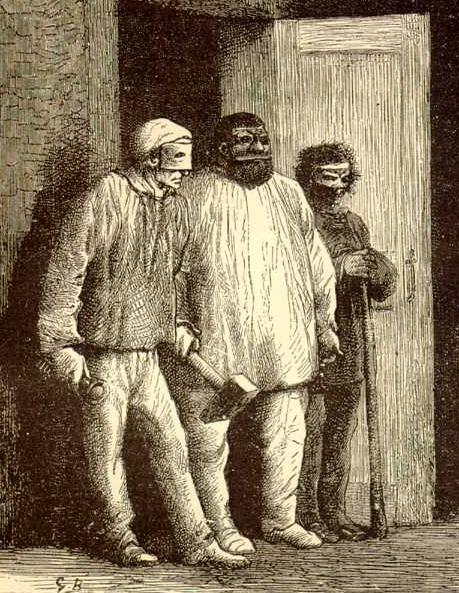
La bande criminelle de Patron-Minette. Illustration de Gustave Brion.
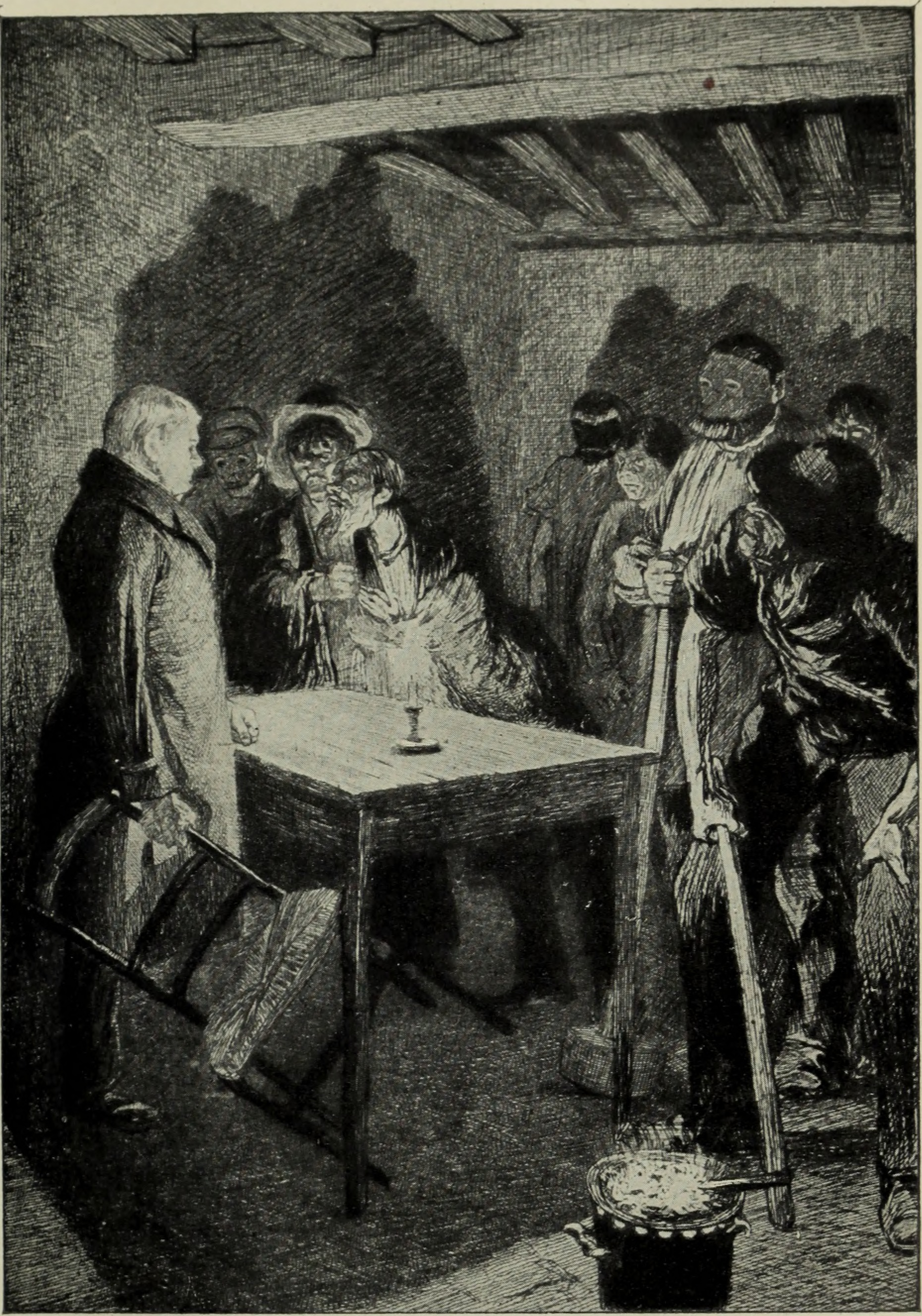
Jean Valjean fait front aux Thénardier et à Patron-Minette. Illustration de Jeanniot.
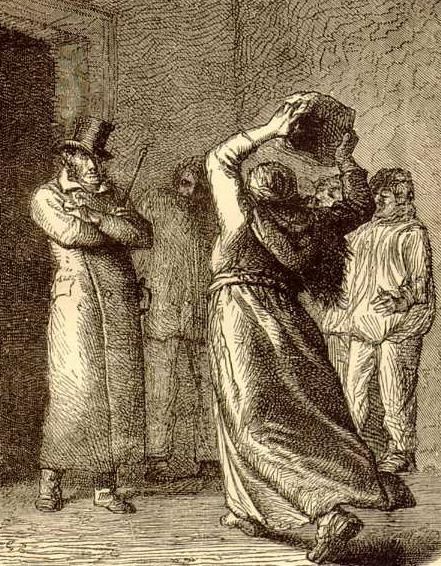
La Thénardier menace Javert. Illustration de Gustave Brion.

## Quatrième partie:L'idylle rue Plumet et l'épopée rue Saint-Denis

### Livre 1:Quelques pages d'histoire
Toute l'action de la quatrième partie est sous-tendue par l'émeute de juin 1832 ; Victor Hugo estime même que c'est en quelque sorte là le cœur du roman. Le premier livre est une longue digression sur les causes et les conséquences de la Restauration, ainsi que sur la personnalité de Louis-Philippe, préparant l'analyse des évènements conduisant à l'émeute.

### Livre 2:Éponine

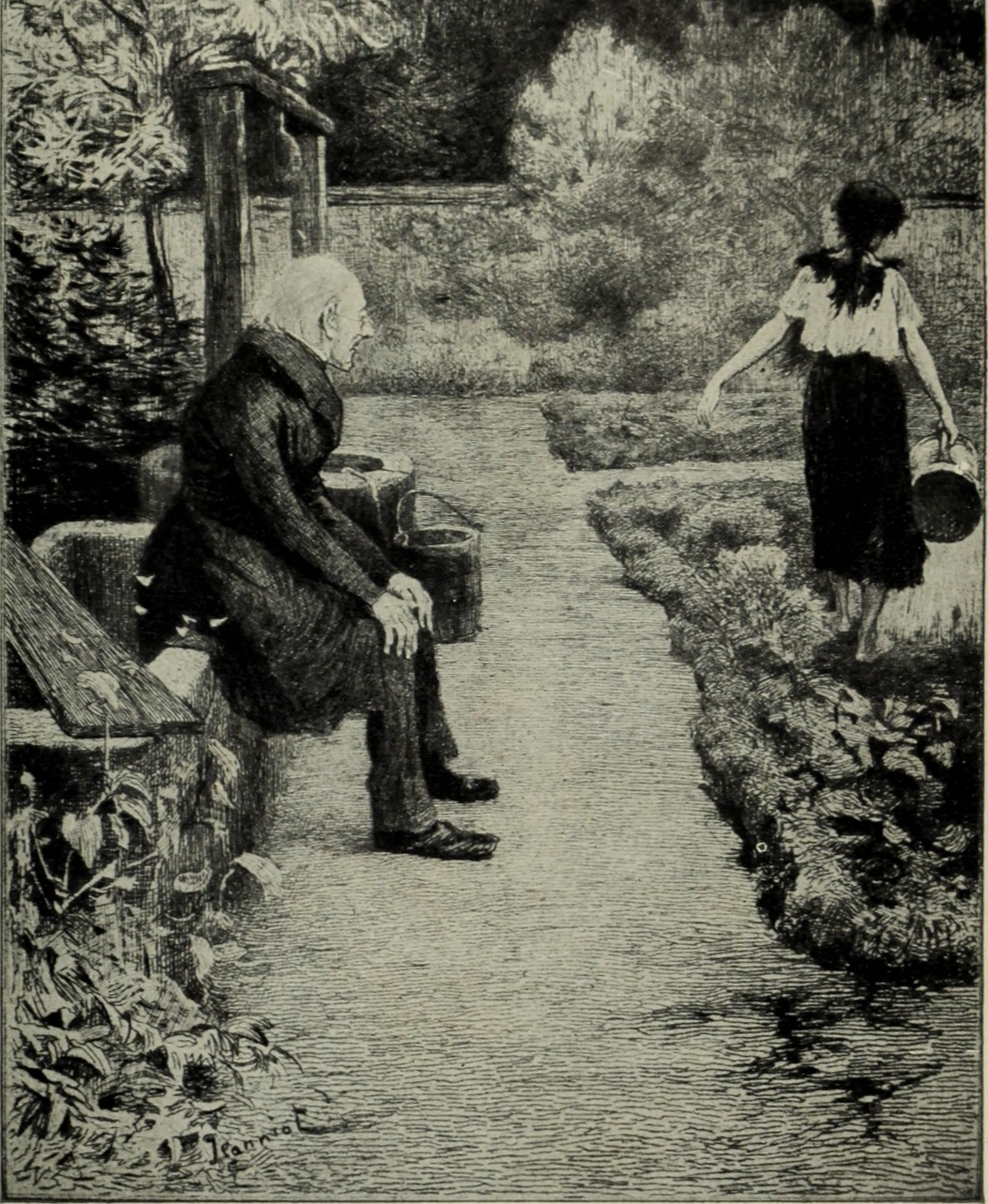
Apparition au père Mabeuf.
Éponine arrose le jardin de Mabeuf pour qu'il l'aide à retrouver Marius.
Illustration de Pierre Georges Jeanniot (1890).

Après l'arrestation des Thénardier, Marius a disparu ; Éponine réussit à le retrouver grâce au père Mabeuf (libraire ruiné rencontré précédemment, alors qu'il fournissait les Amis de l'A B C, et qui traverse toute cette partie en ne comprenant rien à ce qui se passe). Elle révèle à Marius la nouvelle adresse de Cosette dans l'espoir de lui rendre le sourire, mais celui-ci, ivre de bonheur, ne se rend même pas compte des sentiments qu'elle a pour lui.

### Livre 3:La maison de la rue Plumet
Dans le livre 3, Victor Hugo revient sur l'histoire de Jean Valjean et de Cosette, de leur sortie du couvent et de leur installation dans divers domiciles à Paris, dont la maison de la rue Plumet, maison à secrets qui devrait leur permettre de n'attirer l'attention de personne ; Jean Valjean réussit même à devenir garde national. Pendant ce temps, Cosette passe de la petite fille dont la prieure du couvent avait dit « Elle sera laide » à une beauté adolescente prenant conscience de son charme, et tombant amoureuse de Marius, ce qui va conduire à un éloignement insensible entre Jean Valjean et elle.

### Livre 4:Secours d'en bas peut être secours d'en haut
Ce livre montre la rencontre fortuite de Montparnasse (le seul chef de Patron-Minette à n'avoir pas participé au guet-apens) et de Jean Valjean, sous les yeux de Gavroche, prétexte pour Hugo (par la bouche de Jean Valjean), pour exalter les vertus du travail honnête et montrer l'abîme qui s'ouvre devant le criminel. Finalement, Gavroche dérobe la bourse que Jean Valjean a donné à Montparnasse (qui allait la lui voler), et l'offre au père Mabeuf.

### Livre 5:Dont la fin ne ressemble pas au commencement
Grâce aux indications d'Éponine, et profitant d'une brève absence de Jean Valjean, Marius parvient à rejoindre Cosette dans le jardin de la maison de la rue Plumet, où ils s'avouent leur amour.

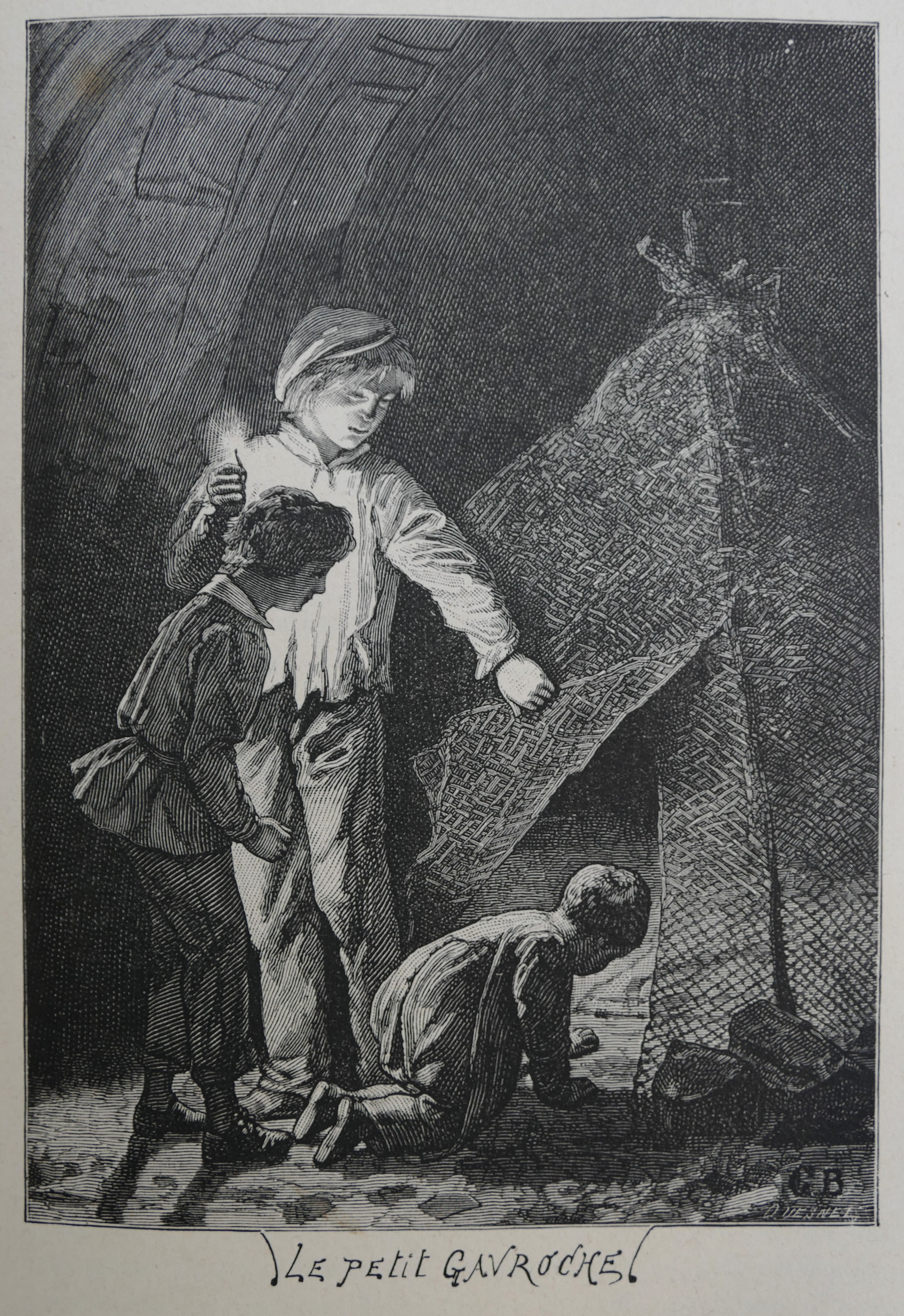
Gavroche abritant ses deux frères sous l'éléphant de la Bastille.
Illustration de Gustave Brion, 1906.

### Livre 6:Le petit Gavroche
Revenant sur l'histoire de la famille Thénardier, on découvre dans ce livre  l'existence des deux petits frères de Gavroche, et comment les trois enfants jetés à la rue se sont débrouillés ; Gavroche (sans savoir qu'ils sont ses frères) les loge dans l'éléphant de la Bastille. On apprend également dans ce livre comment, après leur arrestation, les Thénardier et la bande de Patron-Minette se sont évadés.

### Livre 7:L’argot
Dans une nouvelle longue digression, Victor Hugo dresse une histoire de l'argot et  donne de nombreux détails sur son utilisation, avant de montrer comment cette langue reflète la souffrance de la pègre.

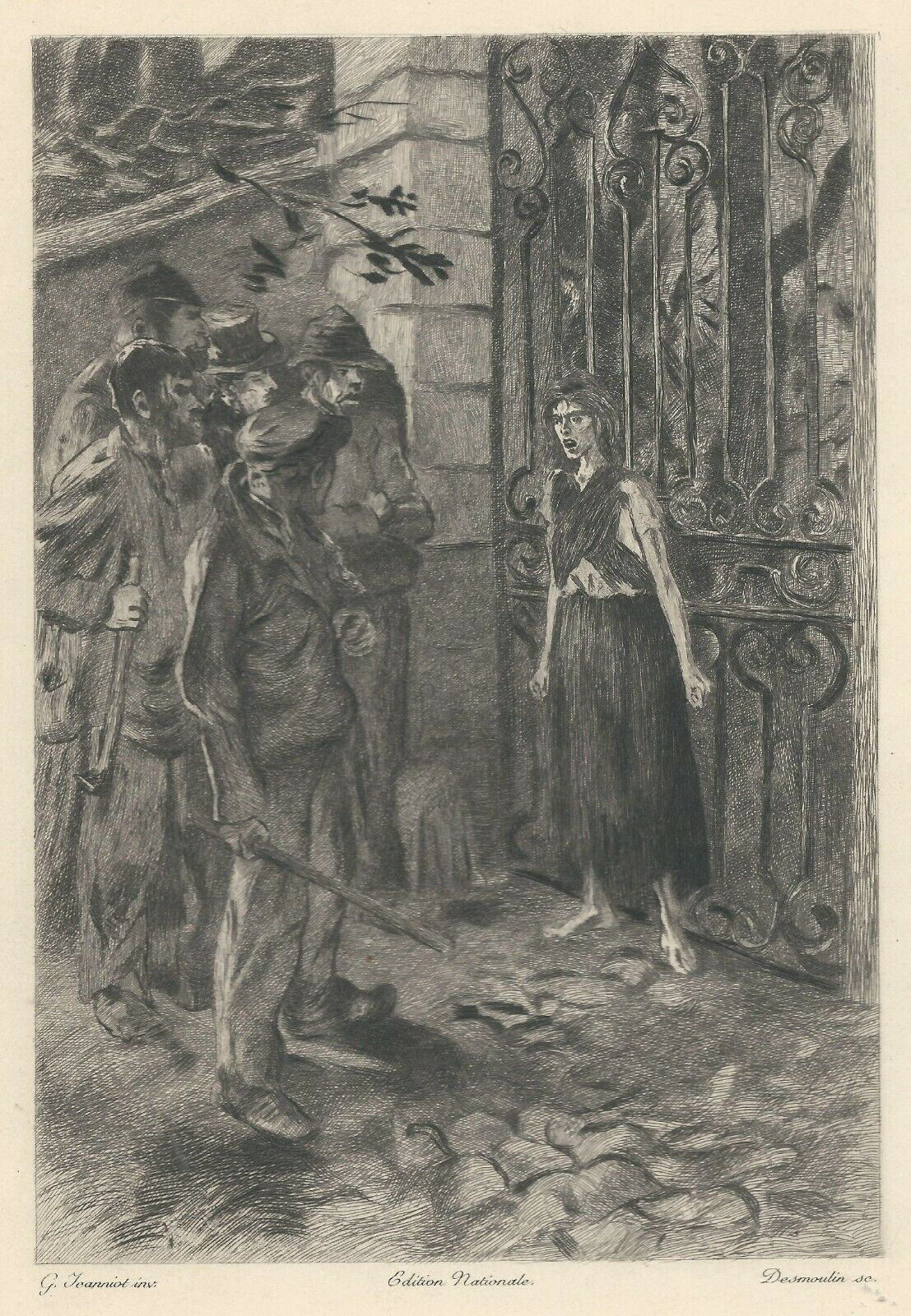
Éponine défie son père et la bande Patron-Minette.
Gravure de Fernand Desmoulin d'après Pierre Georges Jeanniot (1890).

### Livre 8:Les enchantements et les désolations
Après le mois de mai 1832, un mois d'idylle et de tendres confidences entre Marius et Cosette, Éponine les découvre et empêche son père et Patron-Minette d'attaquer la maison. Cependant, Jean Valjean projette de partir en Angleterre ; désespéré, Marius reprend contact avec son grand-père pour pouvoir épouser Cosette, mais cette rencontre tourne au drame après une série de malentendus.

### Livre 9:Où vont-ils?
Poussés par des motifs de hasard, Marius (désespéré et apprenant ce que font les Amis de l'A B C) et M. Mabeuf (ruiné, n'ayant su profiter d'aucune des occasions de secours qui se présentait, pas même de la bourse de Gavroche, et ayant perdu jusqu'à son dernier livre) rejoignent la barricade (fictive) de la rue de la Chanvrerie, tandis que Jean Valjean, inquiet d’une inscription sur son mur, quitte la maison de la rue Plumet.

### Livre 10:Le 5 juin 1832
Après une analyse générale des émeutes et des insurrections, ce livre décrit les causes des évènements de juin 1832 et détaille le début des combats dans le faubourg Saint-Antoine.

### Livre 11:L'atome fraternise avec l'ouragan

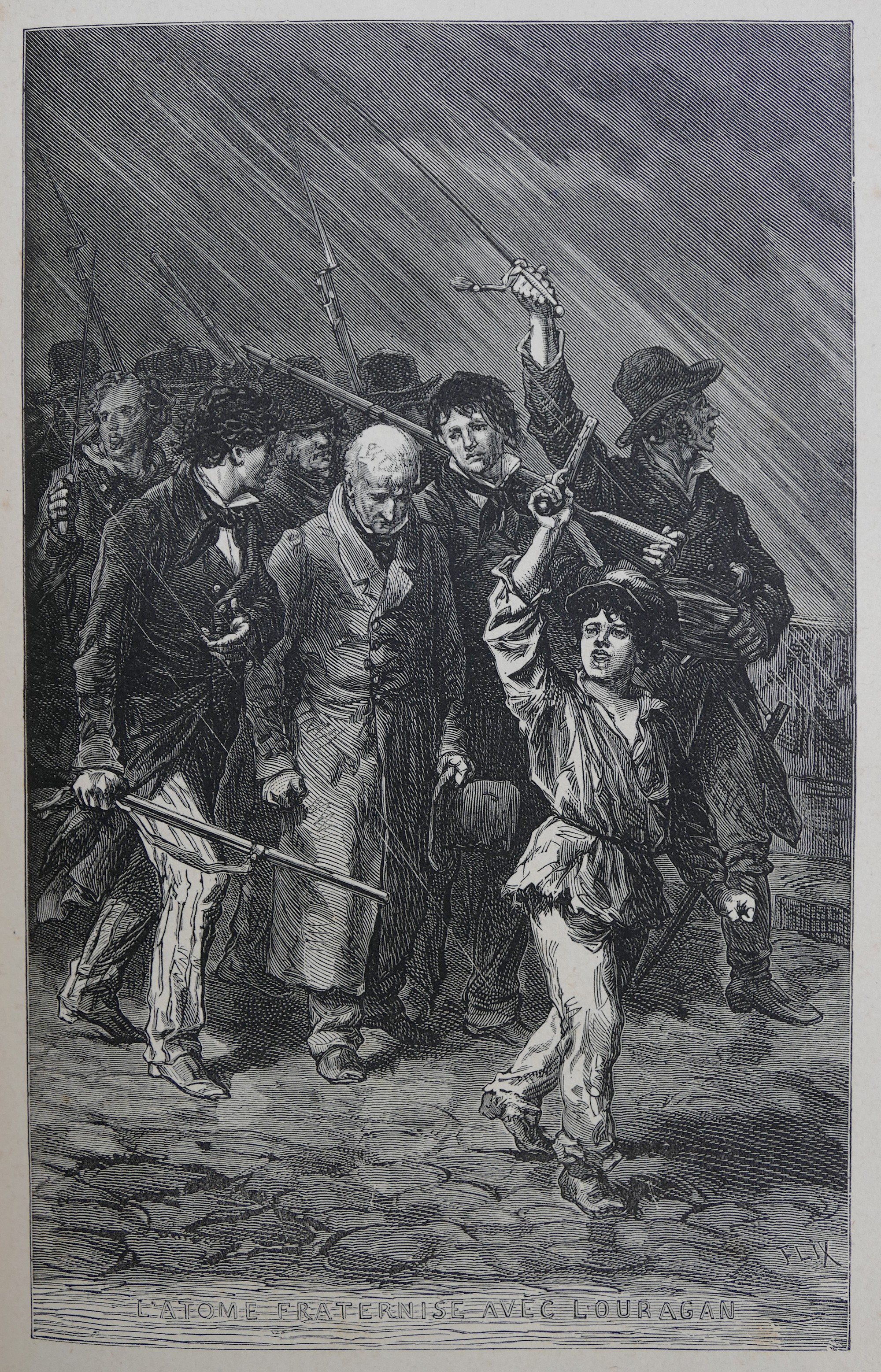
Gavroche et Mabeuf en tête des insurgés.
Illustration de Frédéric Lix d'après Pierre Georges Jeanniot (1906).

Gavroche, errant dans Paris au début de l'émeute, finit par se joindre à la troupe des Amis de l'A B C, que le père Mabeuf a décidé de suivre.

### Livre 12:Corinthe
Après une description de la rue de la Chanvrerie (disparue lors de l'ouverture de la rue Rambuteau) où va s'installer la barricade, ce livre présente le cabaret Corinthe (qui en fait le coin), ses propriétaires et surtout son occupation par les Amis de l'A B C, qui donne l’occasion d’exposer leurs discours révolutionnaires, préludant à la construction de la barricade. Gavroche signale à Enjolras la présence de Javert, qui est ligoté ; ce livre préliminaire aux combats se conclut par l'exécution sommaire (par Enjolras) d'un mouchard dont on découvre qu'il s'agissait de Claquesous, l'un des chefs de la bande de Patron-Minette.

### Livre 13:Marius entre dans l'ombre
Persuadé que Cosette ne l'aime plus et recherchant la mort, Marius, suivant les indications d'Éponine, traverse le quartier des Halles et atteint l'intérieur de la barricade.

### Livre 14:Les grandeurs du désespoir
L'attaque de la barricade par la garde municipale commence ; le drapeau est abattu par la première salve et le père Mabeuf, sans bien comprendre ce qui se passe, se propose pour le relever ; il est à son tour abattu et c'est son habit sanglant qui servira désormais d'étendard. Alors que la garde a franchi la barricade et semble devoir l'emporter, Marius intervient, sauve Gavroche et fait reculer les assaillants en menaçant de faire sauter un baril de poudre. Sans le savoir, il a été lui-même sauvé par Éponine qui s'est interposé entre lui et le fusil d'un garde ; il la retrouve mourante, et elle lui avoue son amour et le fait que, par jalousie, elle l'a volontairement envoyé à une mort certaine sur la barricade. Découvrant sur elle la lettre que Cosette lui avait adressé, il en rédige à son tour une autre que Gavroche devrait aller lui porter le lendemain.

### Livre 15:La rue de l’Homme-Armé
Après leur déménagement précipité rue de l’Homme-Armé (provoqué par un message d'Éponine), Jean Valjean découvre la lettre envoyée par Cosette à Marius, et, en sortant, croise Gavroche et récupère la réponse de Marius. Après un nouveau conflit intérieur, il décide d'aller à son secours.

## Cinquième partie:Jean Valjean

### Livre 1:La guerre entre quatre murs
Ce livre (l'un des plus longs du roman) commence par une étude détaillée des barricades de l'insurrection de 1848, puis montre les préparatifs des insurgés dans la nuit, pour un combat qu'ils pressentent rapidement désespéré. Enjolras et Marius poussent à partir ceux qui ont des charges de famille, en utilisant les costumes des quatre gardes nationaux déjà tués, auxquels est joint celui de Jean Valjean, qui vient de les rejoindre ; tous les autres annoncent clairement leur intention de mourir. La fusillade et les coups de canon commencent ; les cartouches des insurgés s'épuisant, Gavroche se propose pour aller ramasser celles des morts. Tout en courant sous le tir des gardes, il improvise une chanson au style enjoué pour se moquer d'eux : « C'est la faute à Voltaire... »: il est tué alors qu'il prononce le dernier vers. « Cette petite grande âme venait de s'envoler ». Tous se préparent alors à mourir. Enjolras ordonne l'exécution de Javert, reconnu comme un agent infiltré de la police. Jean Valjean demande comme faveur de s'en charger lui-même et l'emmène à l'écart, près d'une issue non gardée : là, il le libère en dépit de ses protestations (« Vous m'ennuyez. Tuez-moi plutôt. ») mais tire un coup de pistolet en l'air qui amènera Marius à le prendre pour un assassin. L'assaut final entraîne la mort sanglante de tous les insurgés (Enjolras sera fusillé le dernier) sauf Marius, évanoui après avoir été blessé, qui est emporté par Jean Valjean.

### Livre 2:L'intestin de Léviathan
Une nouvelle longue digression détaille l'histoire et la géographie des égouts de Paris, racontant au passage l'épopée qu'en fut l'exploration par Bruneseau.

### Livre 3:La boue, mais l'âme

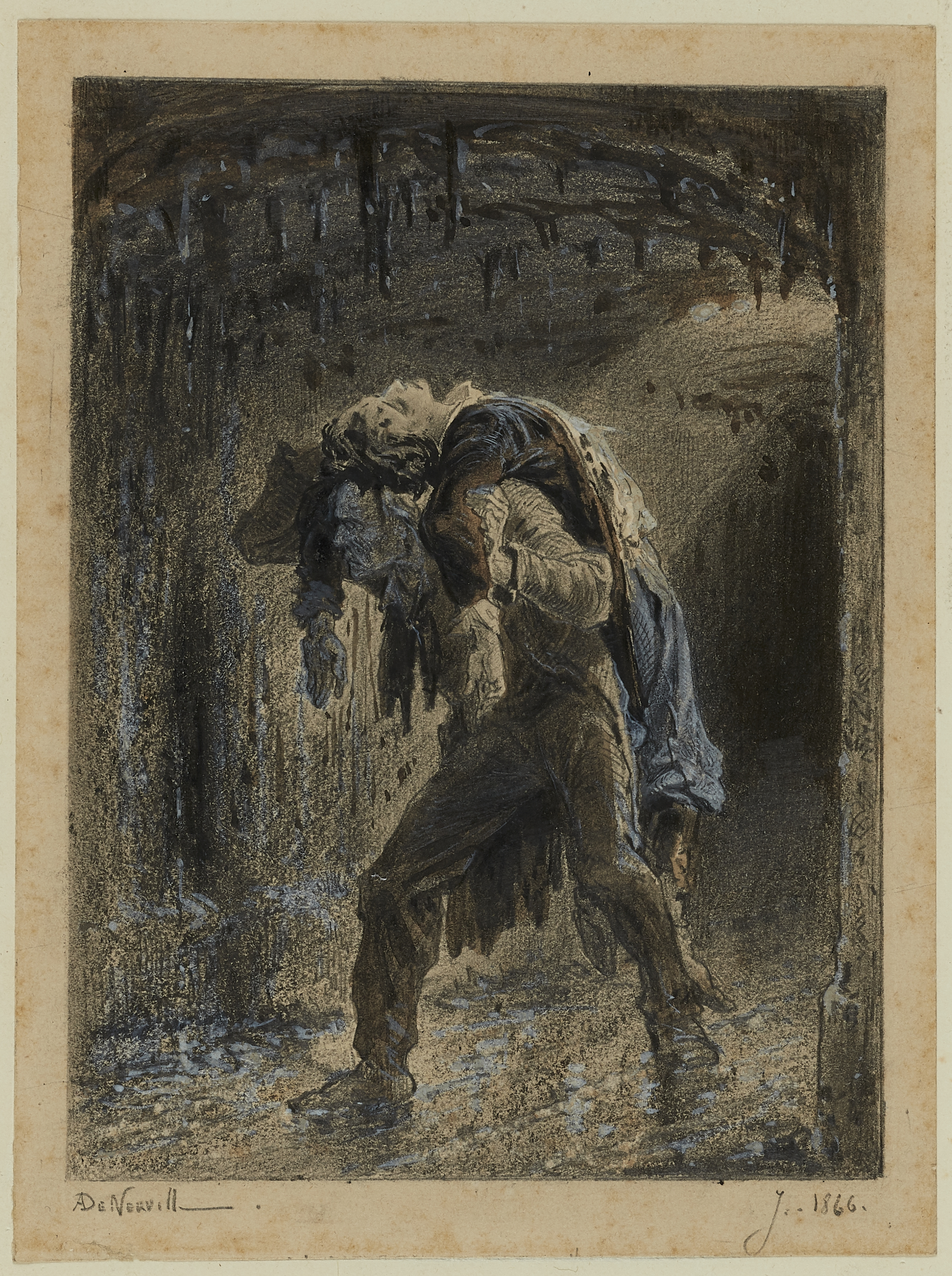
Jean Valjean porte Marius dans les égouts.
Dessin d'Alphonse de Neuville.

Jean Valjean, portant Marius évanoui, pénètre dans les égouts et les descend jusqu'à la Seine, échappant au passage à un fontis, décrit comme des sables mouvants dans la fange. Une grille bloque la sortie, dont Thénardier possède justement la clé, et il profite de cette rencontre pour déchirer un pan du manteau de Marius, comme preuve, croit-il, de ce que Jean Valjean l'a assassiné. Javert a suivi Thénardier et Jean Valjean se livre à lui, mais lui demande d'abord de ramener Marius chez son grand-père. Puis ils retournent rue de l'Homme-Armé, mais alors que Jean Valjean s'apprête à le suivre au poste, il s'aperçoit que Javert s'en est allé.

### Livre 4:Javert déraillé
Après une scène rappelant la tempête sous un crâne de Jean Valjean lors de l'affaire Champmathieu, Javert, déchiré entre son devoir et l'admiration de la valeur morale de Jean Valjean ne voit d'autre solution, puisqu'il l'a laissé libre, que le suicide. Il plonge alors dans la Seine non sans avoir auparavant laissé  une lettre-testament à ses supérieurs demandant, entre autres choses, plus d'humanité envers les détenus.

### Livre 5:Le petit-fils et le grand-père

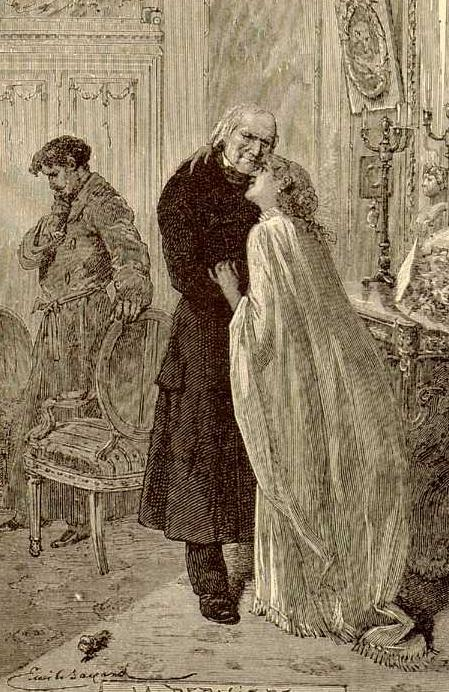
Jean Valjean et Cosette après le mariage de celle-ci avec Marius (à l'arrière-plan).
Illustration d'Émile Bayard.

Après une longue convalescence, sous les soins attentionnés de M. Gillenormand, Marius, qui ne sait rien de son sauvetage et ne songe qu'à Cosette, découvre que désormais son grand-père, prévenu par Jean Valjean, semble d'accord pour le mariage. Marius et Cosette se retrouvent enfin, tandis que Jean Valjean apporte en dot les six cent mille francs que lui avait rapporté son activité industrielle à Montreuil-sur-Mer. Tandis que l'on prépare le mariage, Marius tente en vain de retrouver son sauveur, ainsi que Thénardier, mais ne parvient qu'à obtenir des renseignements peu croyables sur sa traversée des égouts.

### Livre 6:La nuit blanche
Après le mariage (qui permet par hasard à Thénardier de retrouver la piste de Jean Valjean), et tandis que Victor Hugo jette un voile pudique sur la nuit de noces, Jean Valjean passe une nouvelle nuit blanche torturé par sa conscience, ne parvenant pas à accepter de profiter simplement du bonheur de Cosette et Marius alors qu'il reste un forçat en rupture de ban.

### Livre 7:La dernière gorgée du calice
Au matin, Jean Valjean révèle à Marius, encore étourdi de bonheur, qu'il est un ancien forçat en rupture de ban, et refuse, par honnêteté, cette famille à laquelle il n'a, croit-il, aucun droit. Marius, perdu entre les divers sentiments que lui inspire Jean Valjean (dont il est sûr qu'il a tué Javert, mais qui lui a révélé son secret alors que rien ne l'y obligeait) ne parvient pas à prendre une décision brutale de séparation ; cependant, dès le lendemain, Cosette (ignorant tout de ces révélations) reste stupéfaite de la nouvelle attitude de son père adoptif, qui ne veut plus la tutoyer et refuse de la voir ailleurs que dans la chambre dénudée qu'il s'est choisie.

### Livre 8:La décroissance crépusculaire
L'éloignement de Cosette et Jean Valjean se fait par degrés, d'abord lui venant moins souvent, puis plus du tout ;  Cosette semble ne guère s'en inquiéter, le croyant en voyage.

### Livre 9:Suprême ombre, suprême aurore

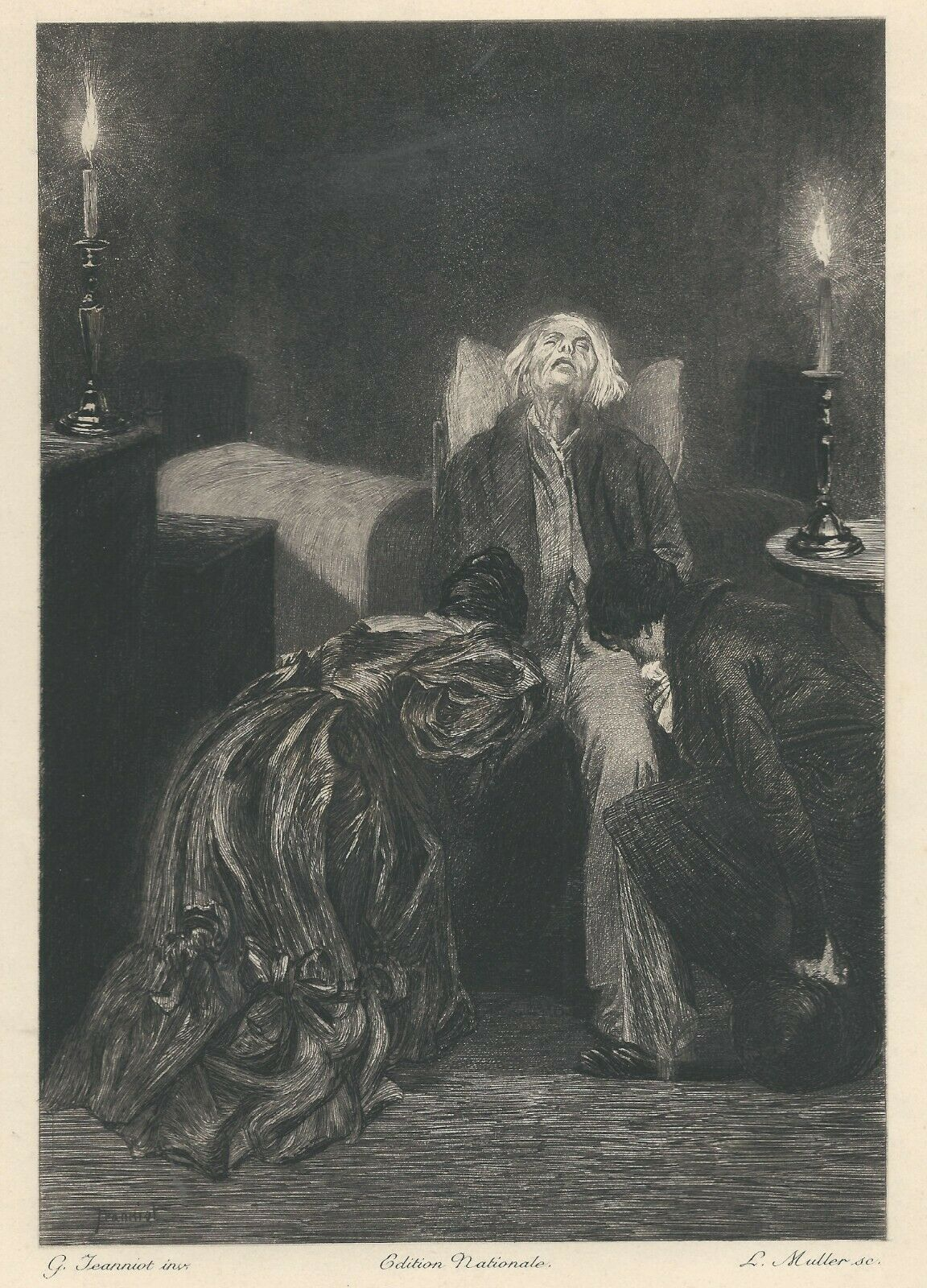
La mort de Jean Valjean, Cosette et Marius à ses genoux.
Gravure de Louis Muller d'après Pierre Georges Jeanniot.

Les promenades de Jean Valjean, qui tentait d'aller voir Cosette et renonçait de plus en plus vite, ont pris fin ; il ne s'alimente guère, reste couché ; sentant qu'il va mourir, épuisé, il tente d'écrire un message pour Cosette (lui expliquant l'origine des six cent mille francs), mais « une plume pèse à qui soulevait la charrette Fauchelevent ». Alors qu'il s'écrie intérieurement « C'est fini, je ne la reverrai plus jamais ! », Cosette et Marius frappent à sa porte. Marius vient d'être éclairé involontairement par Thénardier, qui lui a révélé tout le dossier qu'il avait constitué sur Jean Valjean, l'innocentant au passage de la mort de Javert (en lui révélant qu'il s'est suicidé) et du vol  de la fortune de M. Madeleine (en lui révélant que Jean Valjean et lui ne faisait qu'un), puis tentant de l'accuser d'avoir tué et dépouillé un riche inconnu, qui n'est autre bien sûr que Marius lui-même. Chassé sous une pluie d'or (en souvenir du « soldat de Waterloo »), Thénardier ira se faire négrier en Amérique. Reconnaissant qu'il a été un « monstrueux ingrat », Marius se précipite avec Cosette assister aux derniers instants de Jean Valjean. Sur une tombe nue au cimetière du Père-Lachaise, on pouvait lire ces vers aujourd'hui effacés : 
« Il dort. Quoique le sort fût pour lui bien étrange,
Il vivait. Il mourut quand il n’eut plus son ange,
La chose simplement d’elle-même arriva,
Comme la nuit se fait lorsque le jour s’en va. »